# الأمريكتان
الأمريكتان Americas، أو أمريكا America، هي أراضي تقع في نصف الكرة الأرضية الغربي، وتعرف أيضا بالعالم الجديد، بالإنجليزية يستخدم مصطلح الجمع الأمريكتين للإشارة إلى أراضي قارتي أمريكا الشمالية وأمريكا الجنوبية معاً، بالإضافة إلى الجزر والمناطق المحيطة بهما. بينما تستخدم لفظة أمريكا بالفرد للإشارة إلى الولايات المتحدة. وتغطي الأمريكتان 8.3% من إجمالي مساحة سطح الأرض (28.4% من مساحة اليابسة). ويسكنهما حوالي 13.5% من سكان العالم (حوالي 900 مليون نسمة).

## التاريخ

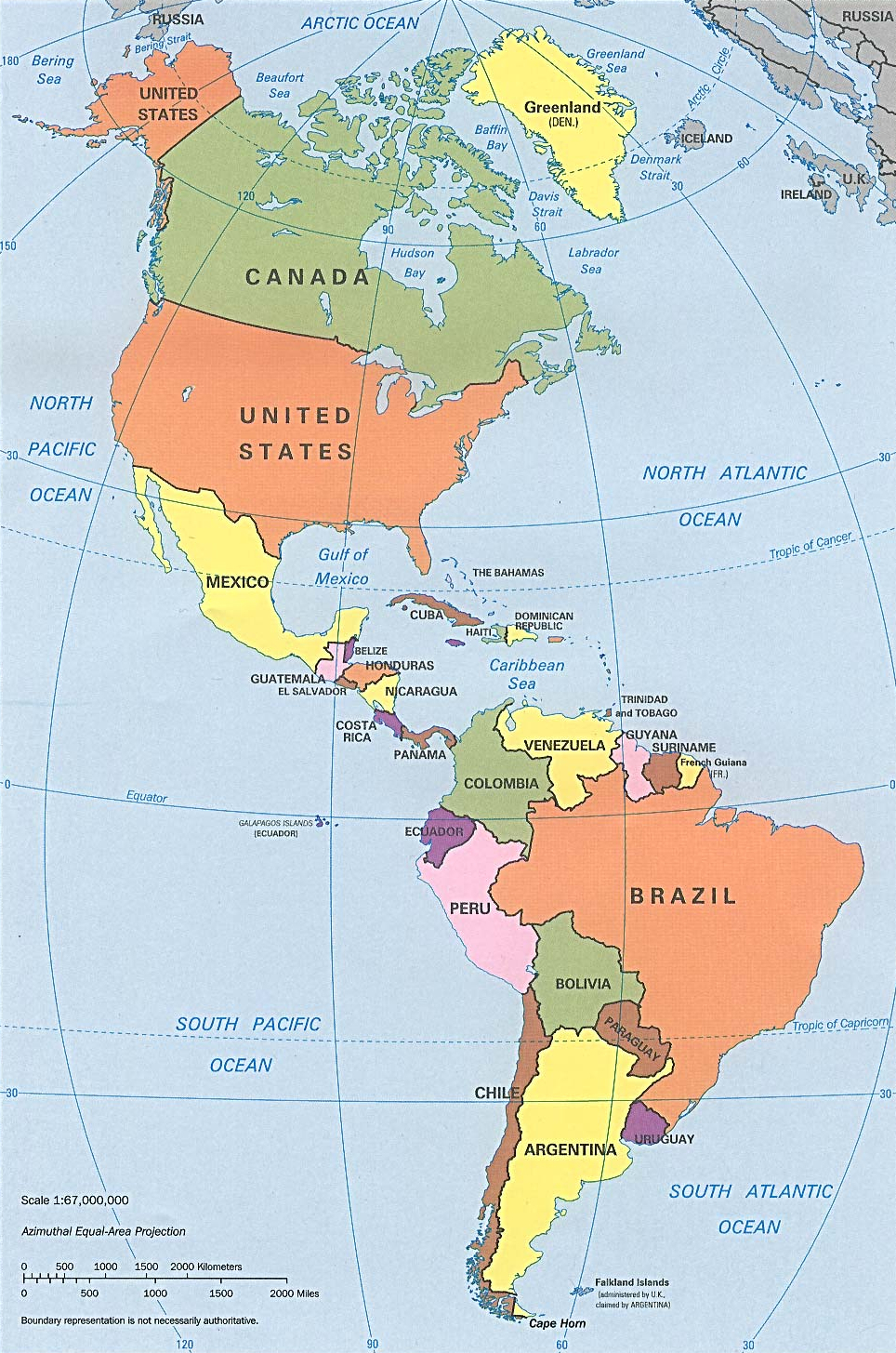
خريطة سياسية للأمريكتين ذات مجال إسقاط متساوي صادرة عن وكالة المخابرات المركزية الأمريكية

### الاستيطان
سادت حتى وقت متأخر نظرية الاستيطان القائلة بأن مهاجري هنود الباليو الأوائل انتقلوا خلال الجسر البري بيرنجيا الذي يقع بين ما يعرف الآن شرق سيبيريا وألاسكا قبل 17,000-40,000 عاما،  عندما كان مستوى سطح البحر منخفض بشكل ملحوظ بسبب عصر تجلد الرباعي. ويُعتقد أن هؤلاء الناس قد لحقت بقطعان من حيوانات العصر الجليدي الضخمة المنقرضة الآن، على طول الممرات الخالية من الجليد التي تمتد ما بين الصفائح الجليدية اللورنتيد والكورديلاري. وطريق آخر محتمل هو إما سيرا على الأقدام أو باستخدام قوارب بدائية، هاجروا خلاله إلى الأسفل باتجاه ساحل الّشمال الغربي من المحيط الهادئ متجهين إلى أمريكا الجنوبية. وحُجبت الأدلة على الانتقال الأخير نتيجة ارتفاع مستوى سطح البحر مئات الأمتار بعد العصر الجليدي الأخير.
والقليل من التطابق الذي تحقق حتى الآن هي أن الأصل من آسيا الوسطى، مع الإستيطان الواسع للأمريكتين خلال نهاية العصر الجليدي الأخير، أو بشكل أكثر تحديداً ما يعرف بأقصى تجلد متأخر، تقريبا قبل 16,000-13,000 سنة.
وقد حدثت في أمريكا ثورتين مستقلتين من الثورات النيوليثية أحدها في ميسو- أميركا (أمريكا الوسطى)، قبل حوالى 10,000 سنة. وفي منطقة الأنديز في أمريكا الجنوبية قبل حوالي 5,500 سنة، وتشكلت اللغة الرئيسية لمجموعة الهنود الحمر.

### عصر ما قبل كولومبس

العدد صفر عند هيروغليفية المايا، يبين تطور شعب المايا في الرياضيات المتقدمة جدا.

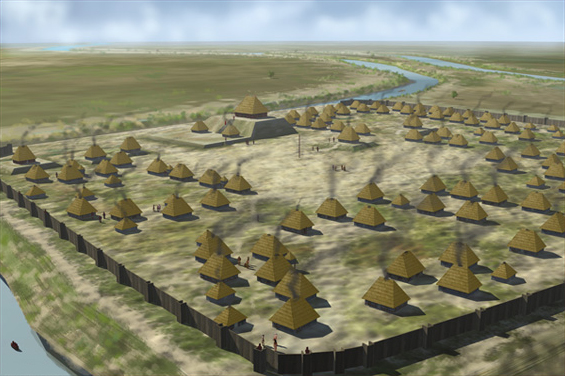
الميسيسبي في أركنساس، عند باركين، حوالي 1539. تصميم رو هيرب.

تشمل حقبة ما قبل العصر الكولومبي على جميع الأقسام الزمنية في التاريخ وعصور ما قبل التاريخ للأمريكتين قبل ظهور التأثيرات الأوروبية الكبيرة في القارتين الأمريكيتين، امتداد الزمن للاستيطان الأصلي في العصر الحجري القديم العلوي للاستعمار الأوروبي خلال الفترة الحديثة المبكرة.
يُستخدم مصطلح «ما قبل الكولومبية» في كثير من الأحيان في إطار الحضارات العظيمة للسكان الأصليين في الأمريكتين، كالتي في أمريكا الوسطى وهي:
| - كارال (أقدم مدينة في أمريكا) - أناسازي - بويبلو - كويمبايا [الإنجليزية] - نازكا - تشيمو - تشافين - باراكاس - موك [الإنجليزية] | - واري - ليما - الزابوتيك - الميكستيك - توتوناك [الإنجليزية] - تولتك - أولمك - مويسكا |

أما الحضارات المتقدمة للإمبراطوريات هي:
- تيوتيهواكان
- تياواناكو
- مايا
- آزتك
- إنكا

وغيرهم كثير.

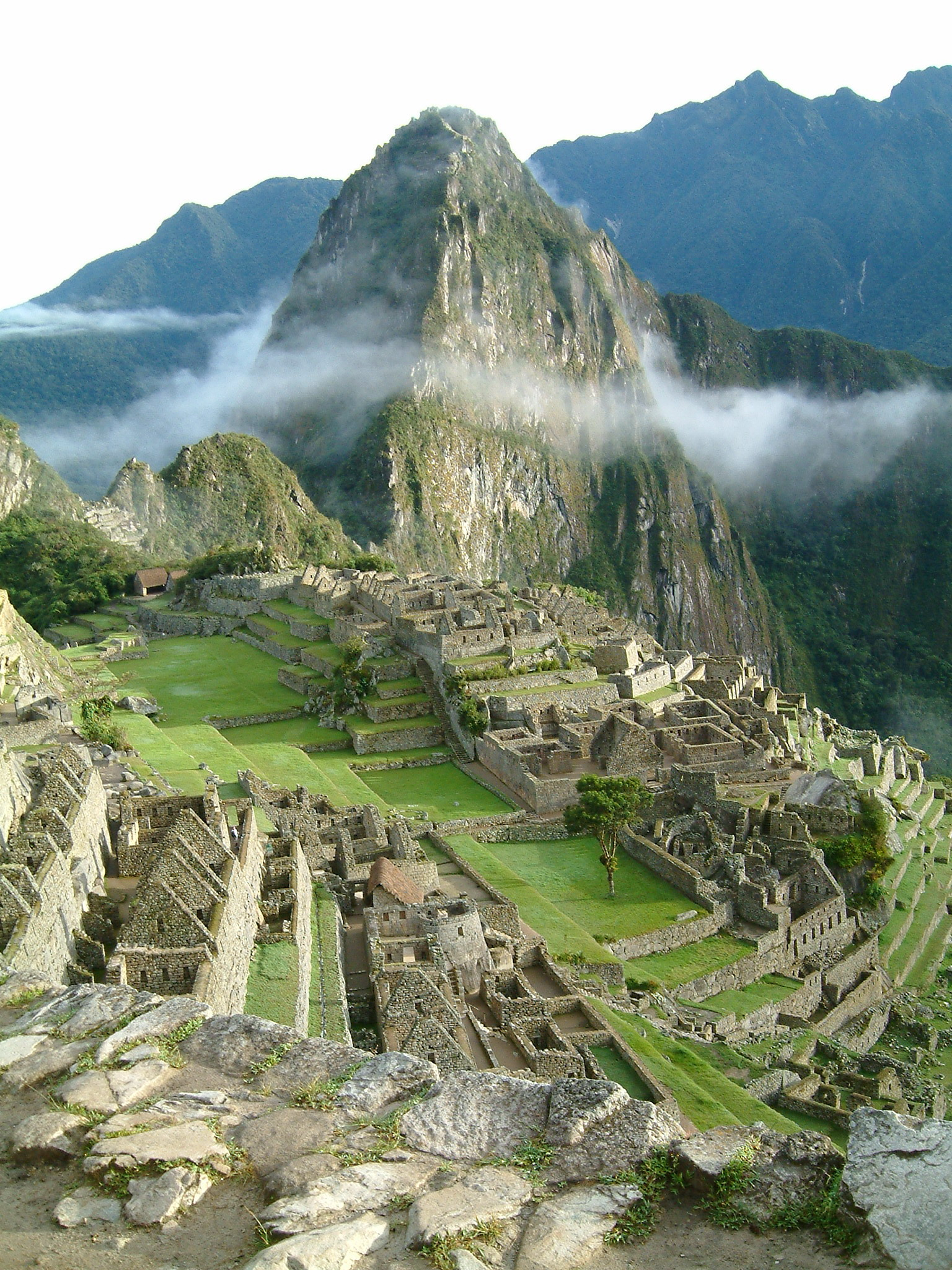
ماتشو بيتشو، مثالا لحضارة الإنكا.

أسست حضارات ما قبل الكولومبية العديد من السمات التي شملت مستوطنات دائمة أو متمدنة، زراعية، مدنية وذات طّراز معماريّ أثري، وتدرج هرمي إجتماعي معقد. وقد تلاشت بعض هذه الحضارات شيئاً فشيئاً عند أول وصول أوروبي دائم (أواخر القرن 16-وأوائل القرن 15)، ولم تعرف إلا من خلال التحقيقات الأثرية.
والآخرى معاصرة مع هذه الفترة، ومعروف أيضا من الروايات التاريخية في ذلك الوقت. والقليل، مثل المايا، لها السجلات المكتوبة الخاصة بها. ومع ذلك، كان أغلب الأوروبيين في ذلك الوقت ينظرون لهذه النصوص مثل الهرطقة، وقد دمر الكثير منها في المحارق المسيحية. ولم يتبقى إلا عدد قليل من الوثائق المخبأة لا تزال موجودة حتى اليوم، وتركت للمؤرخين المعاصرين لمحات عن الثقافة القديمة والمعرفة.
وفقا للتقارير والوثائق لكل من الأمريكيين الأصليين والأوروبيين، فإن الحضارات الأمريكية كانت في نفس الوقت الذي يسعى الأوروبيين لإمتلاك العديد من الإنجازات المتقدمة. على سبيل المثال، بنى الآزتيك واحدة من المدن الأكثر إثارة للإعجاب في العالم، تينوتشتيتلان، الموقع القديم لمدينة مكسيكو، حيث يقدر عدد سكانها بـ 200,000. وللحضارات الأمريكية أيضا إنجازات رائعة في علم الفلك والرياضيات.
ويعتقد بعض المؤرخين بأن بداية استعمار الفايكنغ لأمريكا كانت من الأراضي الأوروبية الفعلية، وبالرغم من أن هناك نظريات موجودة في وقت سابق. وكان إريك الأحمر قد أقام أول المستعمرات في غرينلاندعام 985. وكان ابنه ليف إريكسون قد أسس مستعمرات في جزيرة نيوفنلند عام 1000، والتي اختفت مع مرور السنين

### الاستعمار الأوروبي للأمريكتين

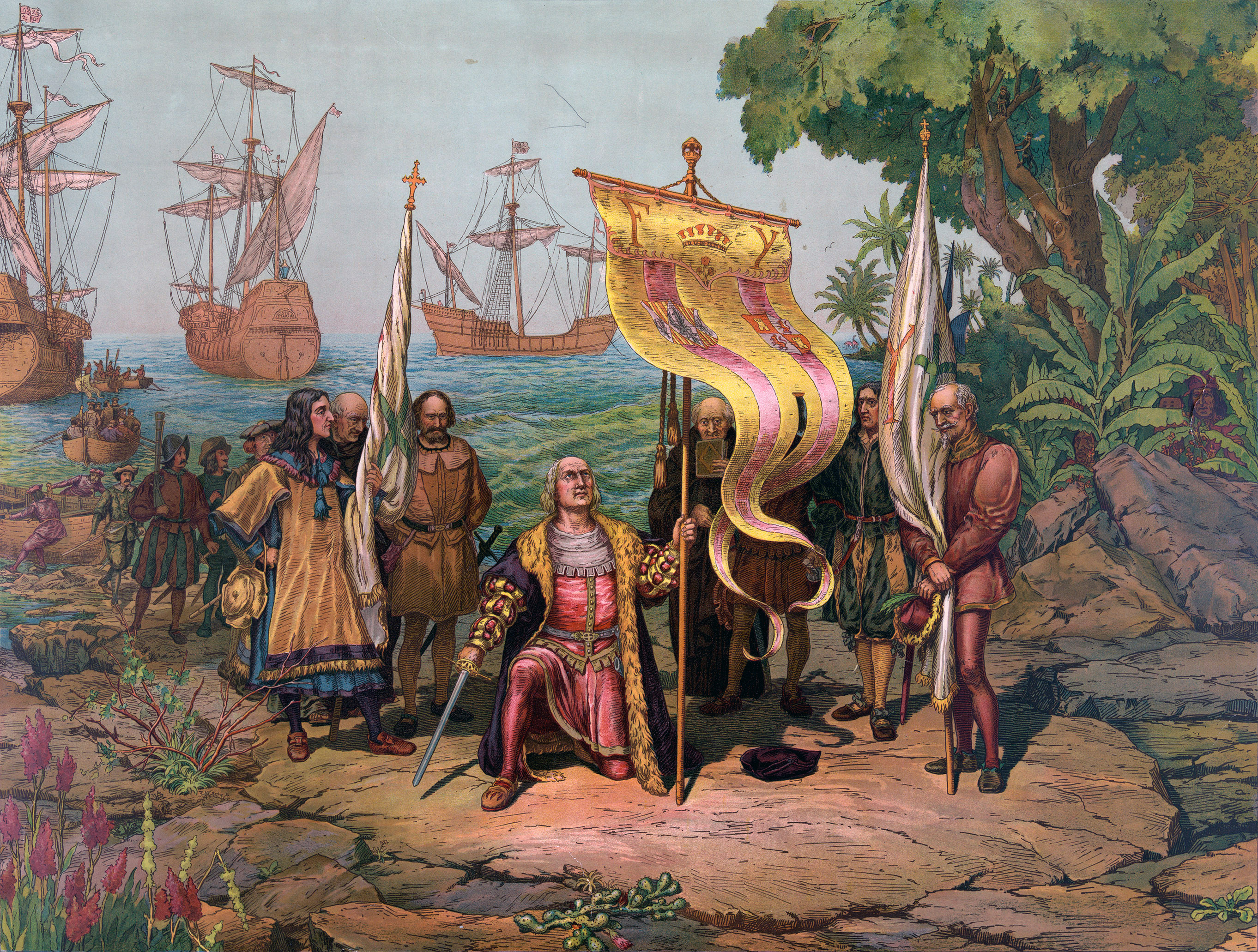
كريستوفر كولومبوس يستولي على جزيرة جواناهاني

منذ وصول كريستوفر كولومبوس، فقد دخلت أمراض جديدة مثل الجدري وكانت كارثة ديموغرافية، حيث يقدر بعض الباحثين أن معدل الوفيات يعادل 93% من مجموع السكان. وفي هذا السياق، بعض الإمبراطوريات الأوروبية احتلت واستعمرت أجزاء من القارة التي تشملها الثقافات والحضارات التي قد أنشئت بالفعل. هزمت إسبانيا إمبراطوريتي الآزتك والإنكا العظيمتين وأنشأت الإمبراطورية على طول ساحل المحيط الهادئ بأكمله وكذلك ريو دي لا بلاتا، في حين كان استعمار الساحل البرتغالي المعروف الآن بالبرازيل. أسست فرنسا مستعمراتها في الساحل الأطلسي من شمال كندا حتى البرازيل. ثم أسست المملكة المتحدة مستعمراتها في الساحل الشرقي لأمريكا الشمالية وبعض أجزاء من ساحل البحر الكاريبي. أسست هولندا والدنمارك المستعمرات على جزر صغيرة في البحر الكاريبي وروسيا أخيرا غزت منطقة ألاسكا. نظمت جماعة اليسوعيون مدن للبعثات عند نهر بارانا، لا يقطنها سوى الكهنة والغوارانية الهنود ولا تستخدم الا لغة الغوارانية فقط، مع حكم ذاتي كبير، وكانت تعتبر دولة داخل الإمبراطورية الإسبانية.

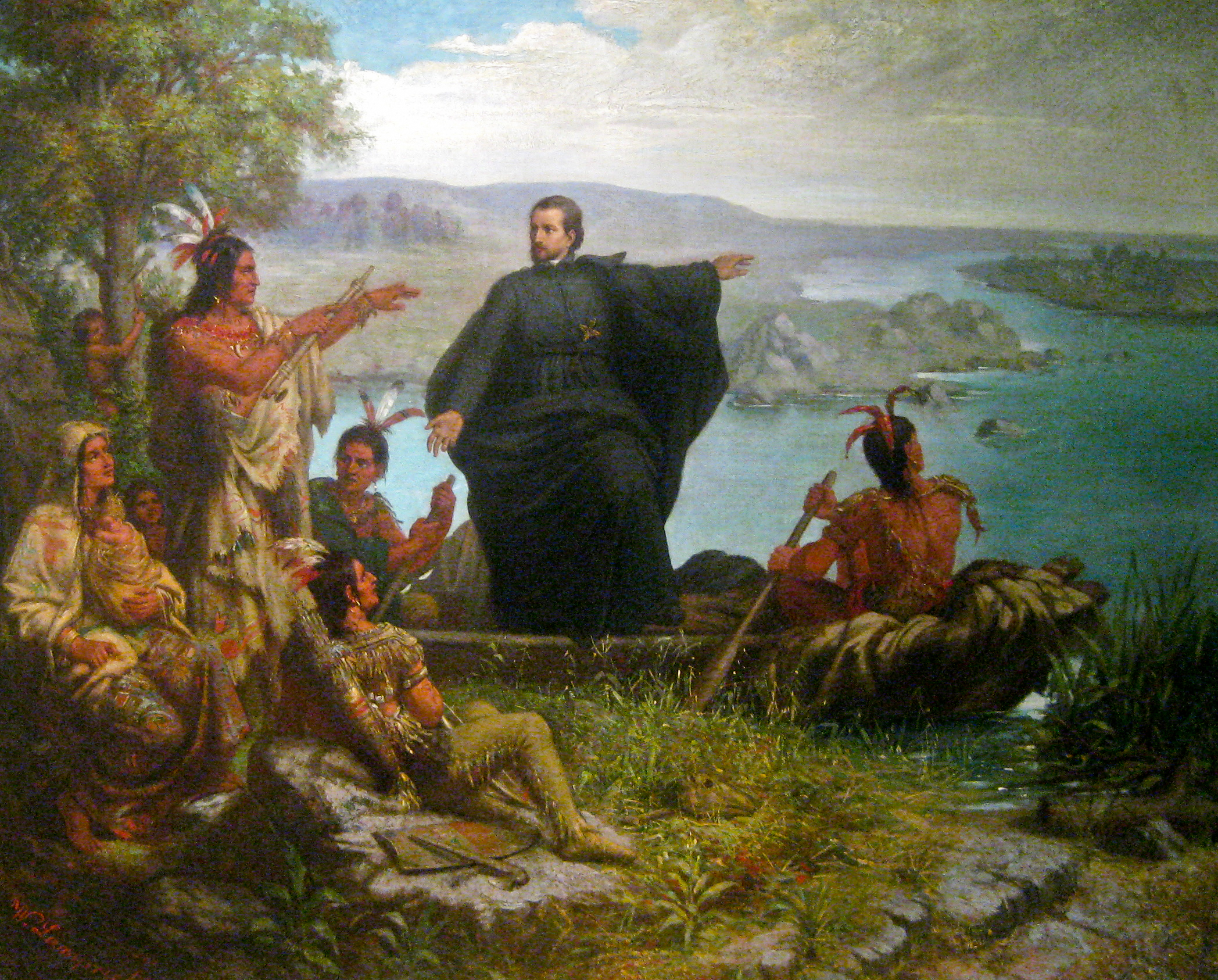
المبشر جاك ماركيت والهنود الأمريكان على طول نهر المسيسيبي.

كان أوائل المهاجرين الأوروبيين أحيانا جزءاً من المحاولات التي ترعاها الدول للعثور على مستعمرات في الأمريكتين. وقد استمرت الهجرة إلى الأمريكتين، حيث انتقل الناس إما هرباً من الاضطهاد الديني أو بحثاً عن فرص عمل. وقد تم نقل الملايين من الأفراد قسرا إلى الأمريكتين كعبيد أو سجناء أو خدم مأجورين بعقود.
كان الغزو الأوروبي مرفوضا في مختلف أنحاء القارة. فقد قاومت الشعوب الأصلية عدة غزوات للأوروبيين على الأراضي الشاسعة بنجاح، وسيطرت عليها حتى أواخر القرن 19. ظلت كل من أراوكانيا، باتاغونيا، بامباس، ماتو غروسو، الأمازون والسهول العظمى غرب أمريكا الشمالية تحت سيطرة الشعوب مثل المابوتشي، البوليش، الرانكول [الإنجليزية]، الفيتشي [الإنجليزية] ،التوبا [الإنجليزية]، والأمازون، الغونكوين، الأوبي، كومانشي (قبيلة)، الإسكيمو، ألخ.

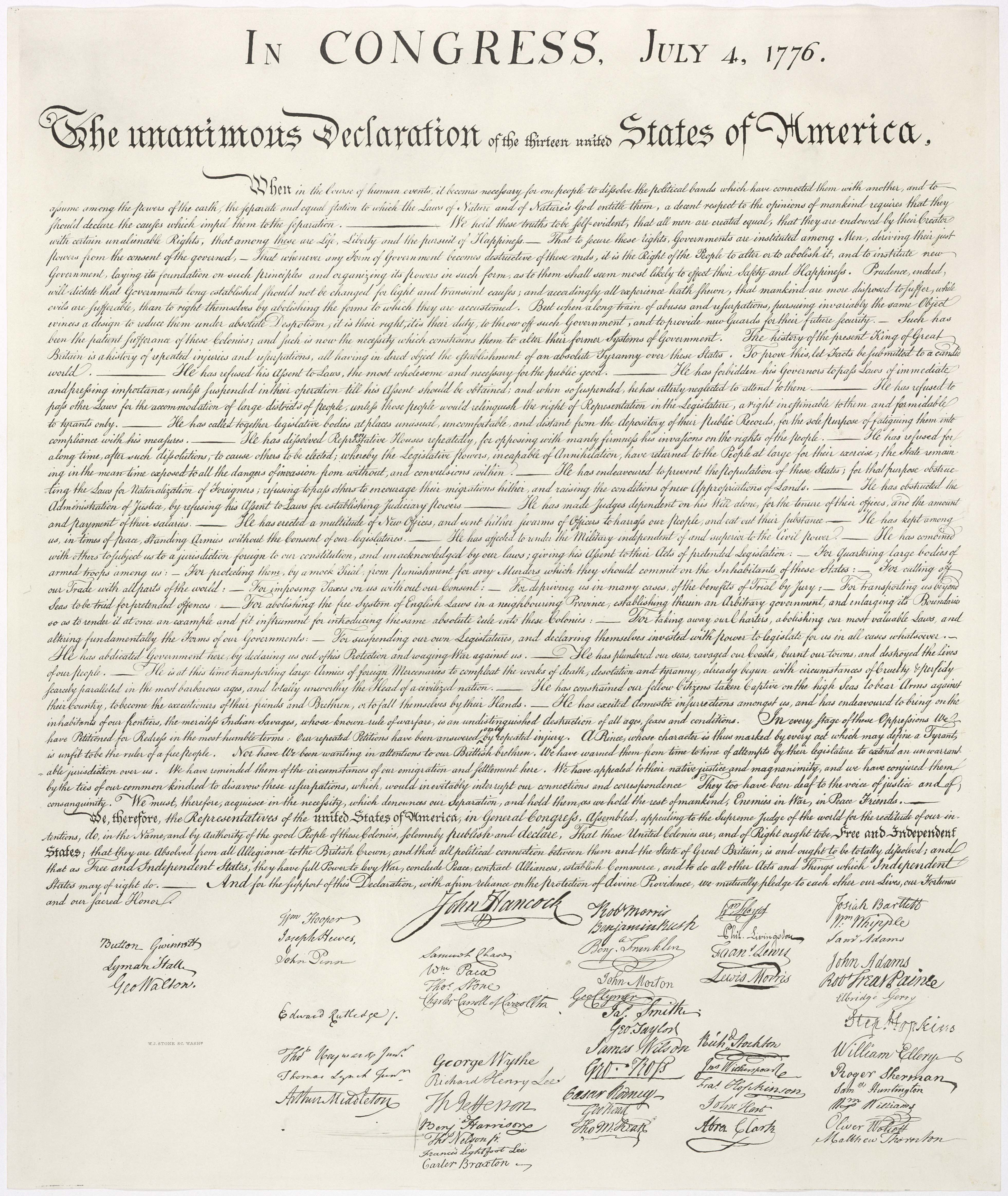
إعلان استقلال الولايات المتحدة. فتح الطريق لنهاية الاستعمار

وسيطرت أيضا في أمريكا الجنوبية جمهوريات من أصول أفريقية هربوا من الاستعباد البرتغالي، مثل الكيلومبو بالماريس، أو الكيلومبو مكاكو دي.
بعد ثلاثة قرون من الحكم الاستعماري، أعلن الشعب الأمريكي استقلاله وبدأو يطالبون حقهم في تنظيم أنفسهم كدول قومية، ومواجهة القوى الأوروبية العسكرية، مما فتح العملية العالمية لإنهاء الاستعمار. وأول من فعل ذلك كانت المستعمرات الثلاثة عشر البريطانية من قبل الثورة الأمريكية التي ولدت بعدها الولايات المتحدة عام 1776، وتم تنظيم مجتمع جديد يقوم على مفاهيم سياسية مبتكرة مثل الاستقلال، الدستور، الفيدرالية وحقوق الإنسان.
ثار العبيد الأفارقة في هايتي ضد المستعمرين الفرنسيين عام 1804 وأعلن استقلال هذا البلد وتأسيس أول دولة حديثة بحكم أفريقي.
قادت الشعوب التي تقع تحت حكم إسبانيا عام 1809 حرب الاستقلال الإسبانية-الأمريكية، على مستوى القارة، الأمر الذي أدى فيما بعد لعمليات معقدة، وظهرت عدة دول مثل:
| - الأرجنتين - بوليفيا - كولومبيا - كوستاريكا - تشيلي | - الإكوادور - السلفادور - غواتيمالا - هندوراس - المكسيك | - نيكاراغوا - باراغواي - بيرو - أوروغواي - فنزويلا |

و في عامي 1844 و 1898 اكتملت عمليات الاستقلال لجمهورية الدومينيكان وكوبا، على التوالي.
عام 1816 تشكلت دولة مستقلة ضخمة في أمريكا الجنوبية، تدعى كولومبيا الكبرى، كانت تغطي بعض الأراضي اليوم مثل بنما، كولومبيا، فنزويلا والإكوادور وأجزاء من البرازيل، كوستاريكا، غيانا، هندوراس، نيكاراغوا وبيرو. وقد تم حل هذه الجمهورية في عام 1830.
في عام 1822 تم تنظيم البرازيل باعتبارها نظام ملكي مستقل، وأصبحت إمبراطورية البرازيل لتفكيك المملكة المتحدة للبرتغال، البرازيل والغرب، حتى عام 1889 عندما تم إلغاء النظام الملكي لتأسيس الجمهورية. من جهة أخرى، في عام 1867 تفاوضت كل من الولايات المتحدة وبريطانيا لعملية استقلال مع فرض القيود على كندا، التي كانت موحدة خلال القرن 20.
حصلت العديد من الشعوب الكاريبية [الإنجليزية] على استقلالها من بريطانيا العظمى خلال النصف الثاني من القرن العشرين نتيجة ضغط الأمم المتحدة لإنهاء الاستعمار، مثل:
| - بليز - أنتيغوا وبربودا - البهاما - بربادوس - غرينادا | - جامايكا - سانت كيتس ونيفيس - سانت فينسنت والغرينادين - سانت لوسيا - ترينيداد وتوباغو. |

في نفس الوقت، أصبحت سورينام مستقلة من هولندا وغيانا من المملكة المتحدة. وحاليا، لا يزال هناك العديد من الدول والأقاليم واقعة تحت الحكم الاستعماري البريطاني والفرنسية والهولندية والدنماركية.
بعد تحرر الدول الأمريكية اتبعت تطورا متفاوتا فيما بينها. وخلال القرن 19 أسست الولايات المتحدة نفسها كقوة عالمية واستبدال أوروبا كقوة مهيمنة في المنطقة.
شهد القرن 20 زيادة في فرق التطور لأمريكا إلى بقية القارة. وهكذا، في حين أصبحت الولايات المتحدة قوة عظمى عالمية منذ منتصف القرن، وقد تأسست أمريكا اللاتينية ومنطقة الكاريبي كأكبر منطقة في العالم في عدم المساواة الإجتماعية، كما في هايتي أو بوليفيا، التي سجلتا معدلات مستوى تنمية الأدنى في العالم.
إن من بين أهم الأحداث السياسية في تاريخ أمريكا هي الثورة المكسيكية ـ (1910-1917)، الحرب الباردة (1945-1991) حيث كانت بين الولايات المتحدة والإتحاد السوفياتي أدى إلى سلسلة من الديكتاتوريات في أميركا اللاتينية، والثورة الكوبية ـ (1959). وفي العقدين 1960 و 1970 ظهر الروك أند رول نتيجة لاندماج الثقافة الأميركية الأفريقية وانتشارها عالميا، وظهور حركة الشباب المتطرفة، أدت إلى تغيير ثقافي عميق. وفي أوائل 1980 تركزت الشركات والجامعات والابتكارات التكنولوجية التي تنتج في وادي السيليكون في كاليفورنيا، وأصبحت المنطقة نقطة محورية لمجتمع المعلومات.
منذ أواخر القرن 19 سعت الدول الأمريكية لتشكيل وحدة قومية-أمريكية أدى إلى إنشاء منظمة الدول الأمريكية في عام 1948. وعلاوة على ذلك، منذ أواخر القرن 20 كثفت الدول الأمريكية الجهود الرامية إلى دمج الأقاليم الفرعية في حالات مختلفة، مثل اتحاد أمم أمريكا الجنوبية ـ (Unasur)، السوق المشتركة الجنوبية (ميركوسور - Mercosur)، مجتمع أمم الأنديز ـ (CAN)، نظام التكامل لدول أمريكا الوسطى ـ (SICA)، التحالف البوليفاري لشعوب أمريكتنا ـ (ALBA) ومجموعة الكاريبي (CARICOM).

### أصل الكلمة والتسمية

خريطة العالم لفالدسيمولر، التي ذُكر فيها اسم أمريكا لأول مرة (على خريطة باراغواي)، ألمانيا عام1507.

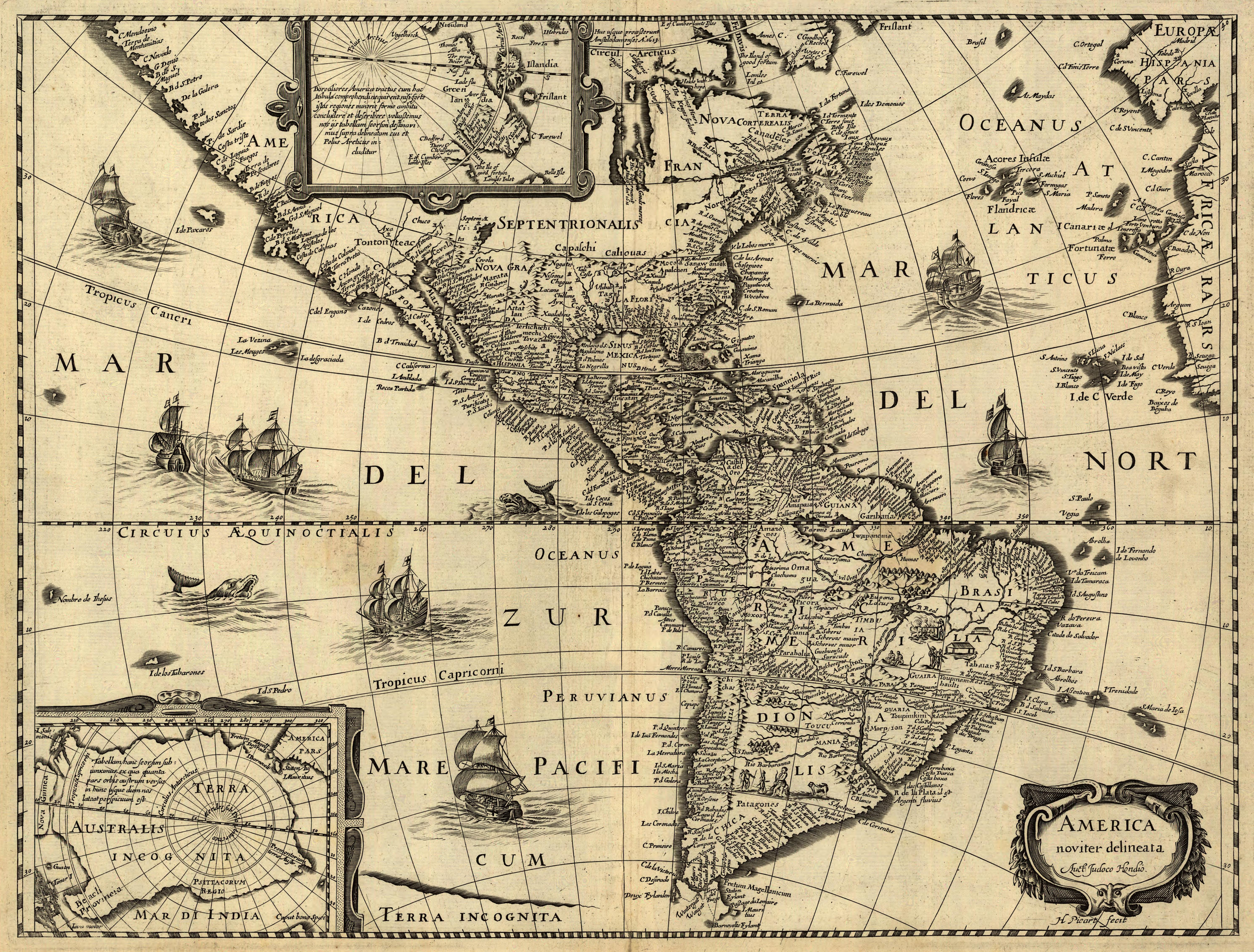
خريطة لأمريكا من صنع رسام الخرائط جودكوس هونديوس عام 1640 تقريبا.

يعود تاريخ استخدام للفظ أمريكا لهذه اليابسة إلى 25 أبريل 1507، حيث كانت تستخدم على ما يعرف الآن بأمريكا الجنوبية. وقد ظهر هذا الاسم لأول مرة على خريطة صغيرة للكرة الأرضية تضم إثني عشر منطقة زمنية، جنبا إلى جنب لأكبر خريطة حائطية حتى الآن،
تم رسم كلاهما بواسطة رسام الخرائط الألماني مارتن فالدسميلر في سينت دي الفرنسية. وكانت هذه أول خريطة تبين الأراضي الأمريكية منفصلة عن آسيا. ويبين الكتاب المجهول «كوزموجرافيا إنتروداكتيو»، وقد يكون كتب على يد معاون مارتن فالدسميلر ماتياس رينجمان  بين فيه:
«لا أرى أي حق على من يعترض على دعوة هذا الجزء [وهي، أراضي أمريكا الجنوبية الأساسية]، بعد أمريكوس الذي اكتشفها والذي هو رجل الإدراك، » امريغين_Amerigen« أرض أمريكوس، أو أمريكا: ونظراً لأن قارتي أوروبا وآسيا حصلت على أسمائها من أسماء النساء».
يعتبر اللفظ اللاتيني«أميركوس فيسبوتشيوس_Americus Vespucius» ترجمة لاسم مكتشف مدينة فلورانسا الإيطالية أميريغو فسبوتشي وأمريكا الصيغة المؤنثة لأمريكوس. وكلمة «امريغين_Amerigen» منشقة من كلمتين «أميريغو_Amerigo» + «غين_gen»، وهي في النحو تعتبر مفعول به لكلمة 'الأرض' باليونانية، وتعني أرض أميرغو. وتعتبر كلمة «أميرغو_Amerigo» شكلا من أشكال اللغة الإيطالية في القرون الوسطى للكلمة اللاتينية «أمريكوس_Emericus».
على ما يبدو أن أميريغو فسبوتشي كان يجهل استخدام اسمه للإشارة إلى الأراضي الجديدة، ولم تصل خرائط فالدسيمولر لإسبانيا إلا بعد سنوات قليلة من وفاته. قد يكون ماتياس رينجمان تعرض لتضليل اعتمادها لأمريجو فيسبوتشي من قِبَل الإنتشار الواسع لرسائل سودريني، الإصدار المبالغ فيه من رسائل فيسبوتشي الفعلية توضح رسم الخرائط لساحل أمريكا الجنوبية، التي يضفي بها اكتشافاته وضمن أنه اعترف بأن أمريكا الجنوبية قارة منفصلة عن آسيا، وفي الواقع، لم يعرف ما يعتقده فيسبوتشي على هذا الاتهام، وربما يكون قد مات وهو على اعتقاده بما كان عليه كولومبوس أنهم قد وصلوا إلى شرق الهند في آسيا بدلا من القارة الجديدة. رفضت إسبانيا رسميا قبول اسم أمريكا لقرنين من الزمان، مبينة أن الفضل لكولومبوس، ولم تدرج في خرائط فالدسميلر الأخيرة بعد أن توقف عن التعاون مع رينجمان،
ولكنها استخدمت عندما استعمل جراديوس مركاتور الاسم مع العالم الجديد بأكمله في خريطته للعالم عام 1538. وقد يكون هذا القبول مدعوم من «المناظرة الشعرية الطبيعية» بأن اسم أمريكا مبني من آسيا، أفريقيا وأوروبا.

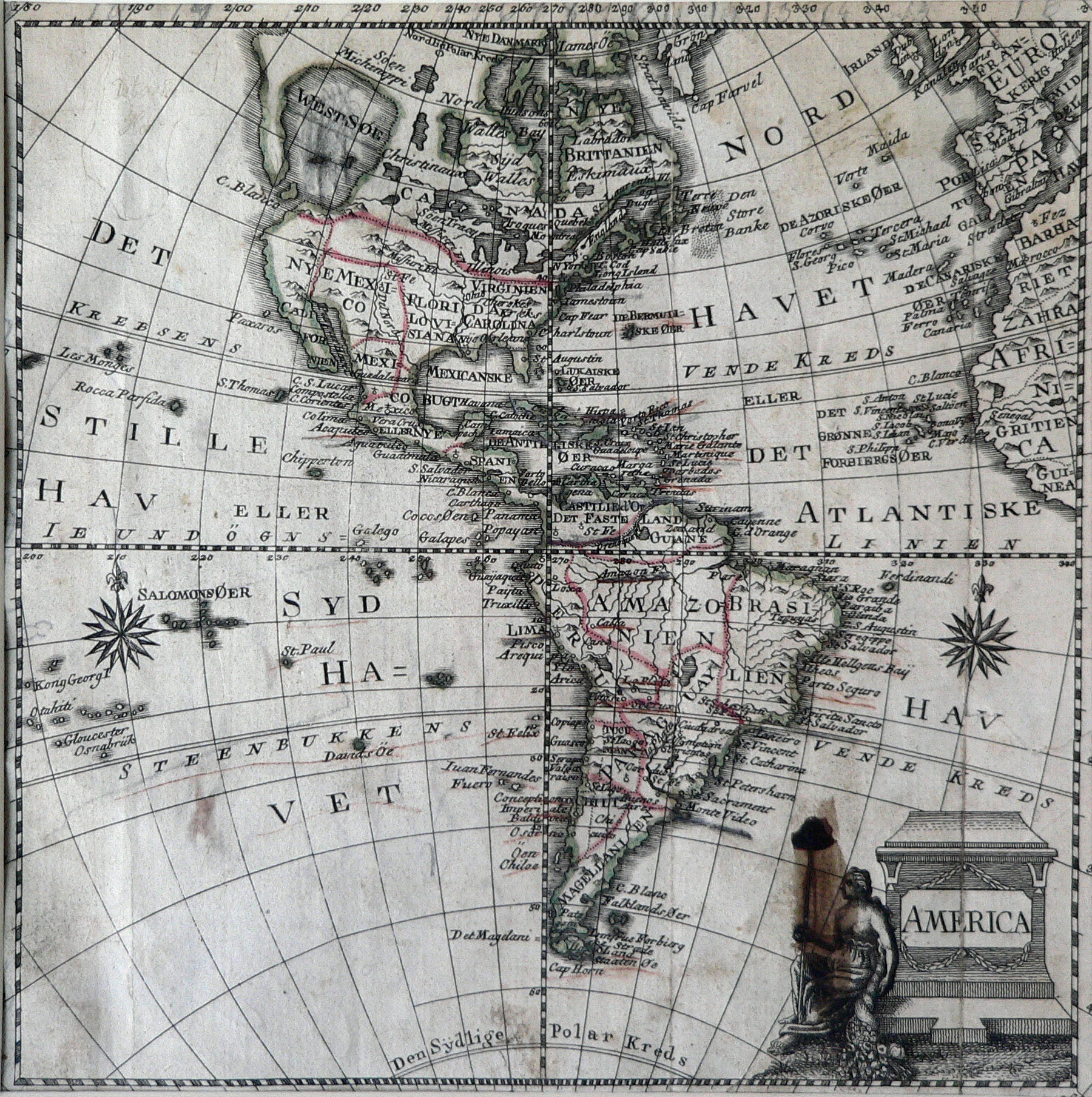
خريطة أمريكا التي قام بوضعها يونجه، حوالي عام 1770.

## الجيولوجيا
لقد انفصلت أمريكا الجنوبية عن غرب القارة العظمى غندوانا منذ حوالي 135 مليون سنة وتشكَّلت بذلك قارتها الخاصة. فمنذ حوالي 15 مليون سنة مضت، حدث اصطدام بين صفيحة البحر الكاريبي وصفيحة المحيط الهادي، أدى إلى ظهور سلسلة من البراكين على طول الحدود، التي أنشئت عددا من الجزر. وامتلأت الثغرات الموجودة في أرخبيل أمريكا الوسطى بالمواد المتآكلة من أمريكا الشمالية وأمريكا الجنوبية، بالإضافة إلى الأراضي الجديدة التي تم ظهورها بسبب النشاط البركاني المستمر. ومنذ ثلاثة ملايين سنة، ارتبطت قارة أمريكا الشمالية بقارة أمريكا الجنوبية من خلال برزخ بنما، وبذلك تشكلت مساحة واحدة للأمريكتين.

## الجغرافيا

### الحدود
تعتبر جزيرة كفّكلبّين [الإنجليزية] هي أقصى نقطة شمالية الأمريكتين، وهي تعتبر أيضاً أقصى نقطة شمالية لليابسة في الكرة الأرضية. أما أقصى نقطة جنوبية هي جزر ثول الجنوبية [الإنجليزية]، بالرغم من أنها تُعتبر أحيانا جزءاً من القارة القطبية الجنوبية. أما أقصى نقطة شرقية فهي نوردوسترندنجين. في حين تعتبر جزيرة اتو أقصى نقطة غربية.
تعتبر اليابسة للأمريكتين أطول يابسة ممتدة من شمال الكرة الأرضية إلى جنوبها. فهي تمتد حوالي 14,000 كم، (أقل قليلا من 8,700 ميل) وهي تبدأ من شبه جزيرة بوثيا شمال كندا إلى الرأس مروراً بباتاغونيا التشيلية. تعتبر شبه جزيرة سيوارد في ألاسكا أقصى نقطة غربية للأراضي الأمريكية، في حين تشكل بونتا دو سيكساس في شمال شرق البرازيل الأراضي لأقصى نقطة شرقية.

### التضاريس الطبيعية

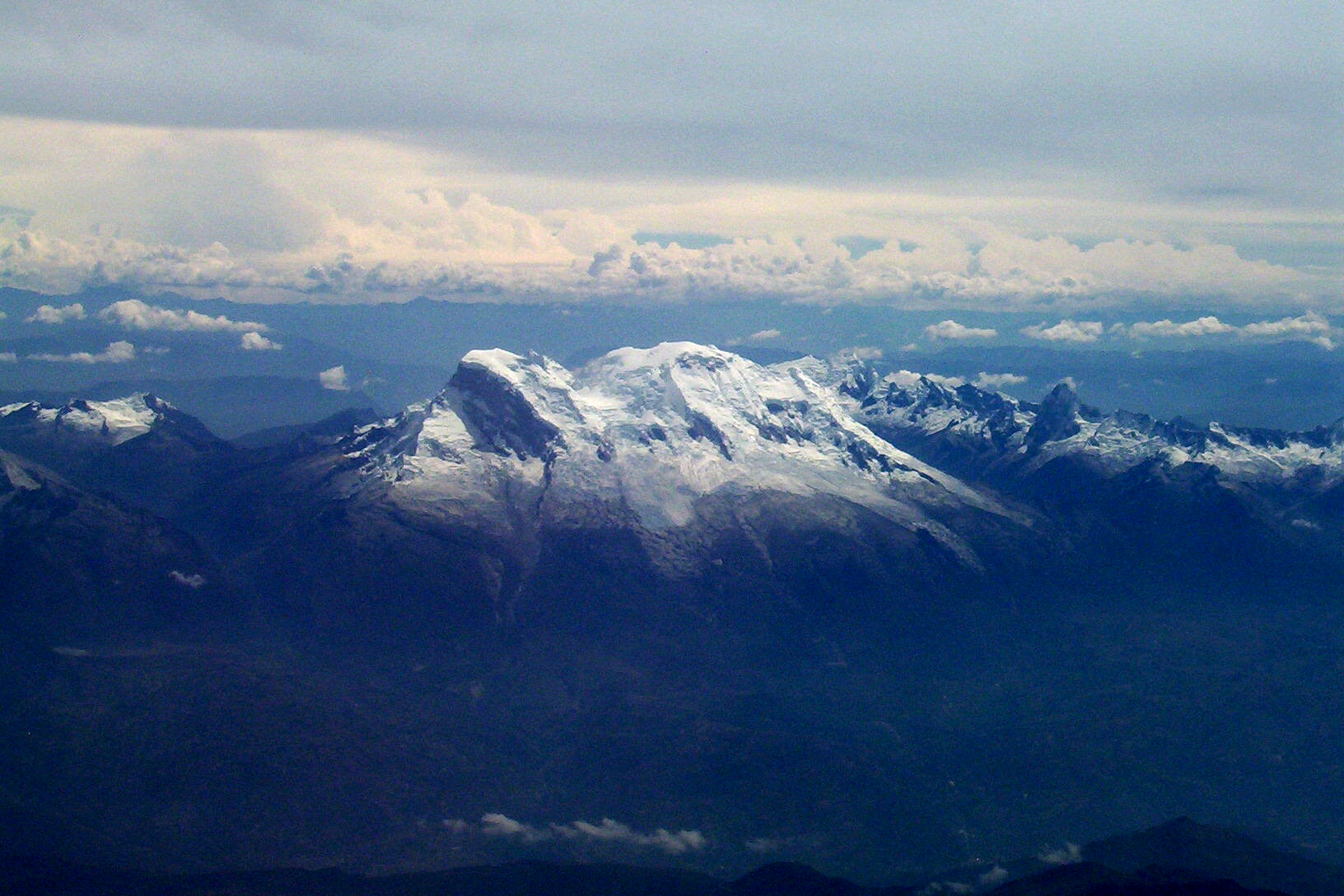
جبل هوسكاران

تتسم جغرافيا الجزء الغربي من الأمريكتين بسلسلة جبال، حيث تمتد جبال الأنديز على طول الساحل الغربي لأمريكا الجنوبية، وتمتد جبال روكي وغيرها من سلسلة الجبال الغربية على امتداد الجانب الغربي من أمريكا الشمالية. وتمتد جبال الأبلاش بطول 2300 كم (1429 ميل) على طول الساحل الشرقي لأمريكا الشمالية من ألاباما إلى نيوفنلند. وفي الشمال من جبال الأبلاش، تمتد سلسلة جبال القطب الشمالي على طول الساحل الشرقي لكندا.
تتميز أمريكا الشمالية بمساحات مسطحة شاسعة بين الجبال الساحلية. وبعض السهول الداخلية موزعة على معظم القارة بتضاريس أرضية منخفضة. يغطي الدرع الكندي تقريبا 5 ملايين كم² من أمريكا الشمالية وهي بصفة عامة مسطحة تماماً. وبالمثل، يغطي حوض الأمازون المسطح شمال شرق أمريكا الجنوبية. وتعتبر المرتفعات البرازيلية على الساحل الشرقي سلسة إلى حد ما ولكن تظهر فيها بعض الإختلافات في التضاريس، بينما غران تشاكو وبامباس تعتبر مناطق منخفضة واسعة في أقصى الجنوب.
| الجبل                   | الارتفاع | الدولة            |
| ----------------------- | -------- | ----------------- |
| أكونكاغوا               | 6.962    | الأرجنتين         |
| أوجوس ديل سالادو        | 6.893    | الأرجنتين- تشيلي  |
| مونتي بيسي [الإنجليزية] | 6.795    | الأرجنتين         |
| هوسكاران                | 6.768    | بيرو              |
| ليولايلاكو              | 6.739    | تشيلي - الأرجنتين |
| ميرسيداريو [الإنجليزية] | 6.720    | الأرجنتين         |
| ياروباجا [الإنجليزية]   | 6.617    | بيرو              |
| نيفادو ساجاما           | 6.542    | بوليفيا           |
| أنتوفالا [الإنجليزية]   | 6.440    | الأرجنتين         |
| إليماني [الإنجليزية]    | 6.438    | بوليفيا           |

### المسطحات المائية

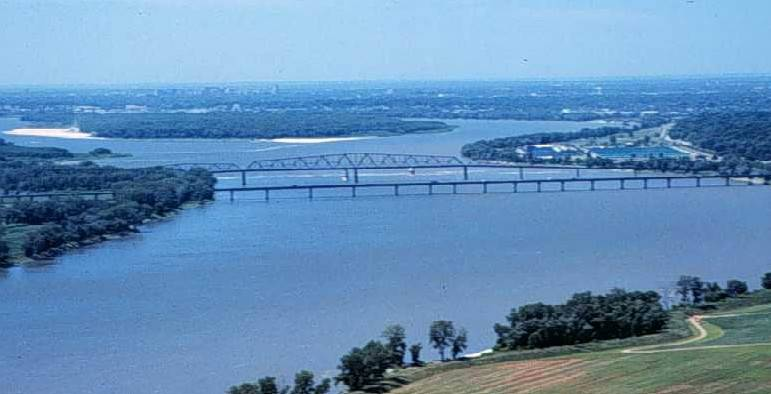
التقاء نهر مسيسيبي ونهر ميزوري في سانت لويس

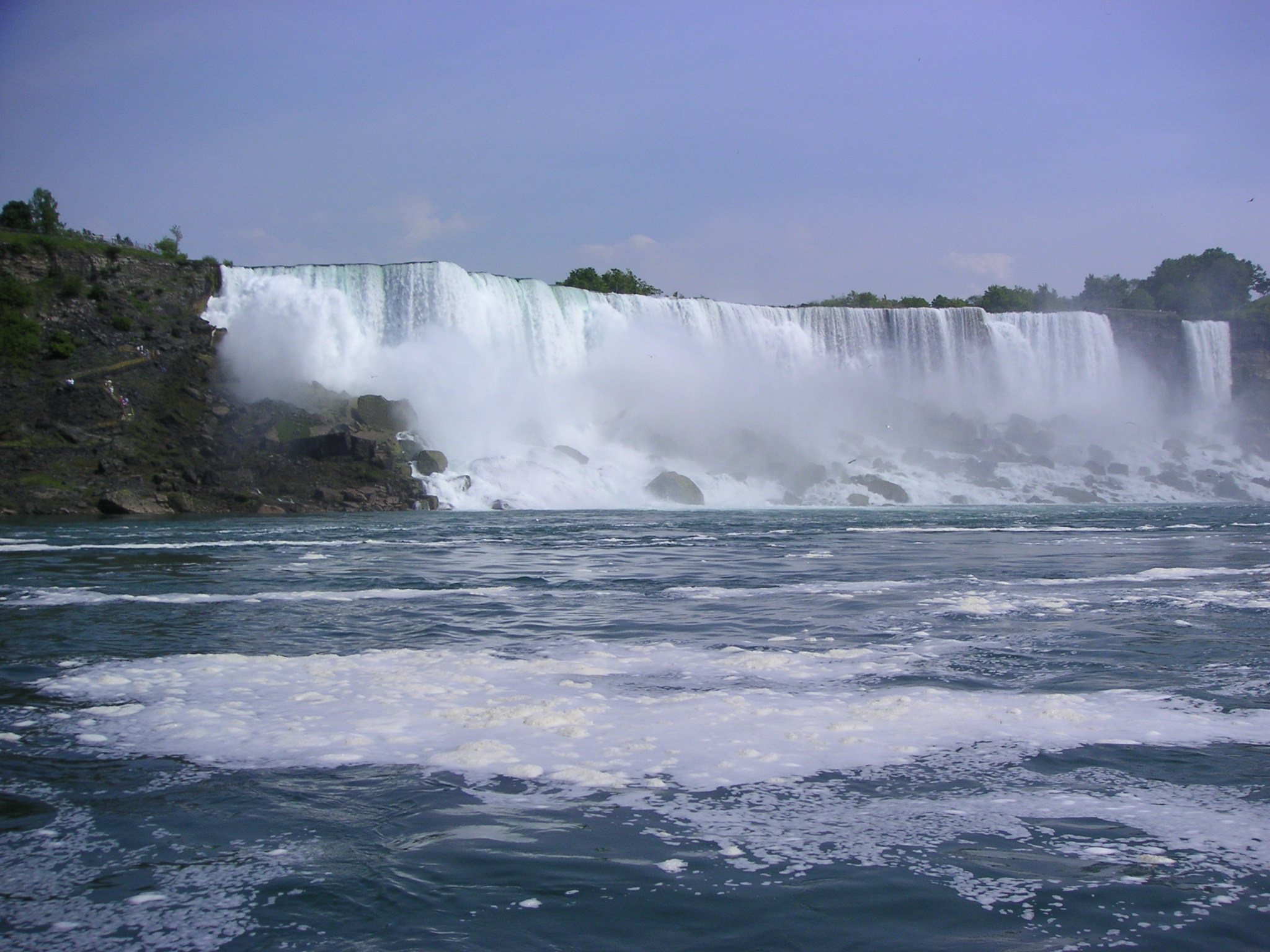
منظر لشلالات نياجارا، الذي يربط بحيرة أونتاريو وبحيرة إري

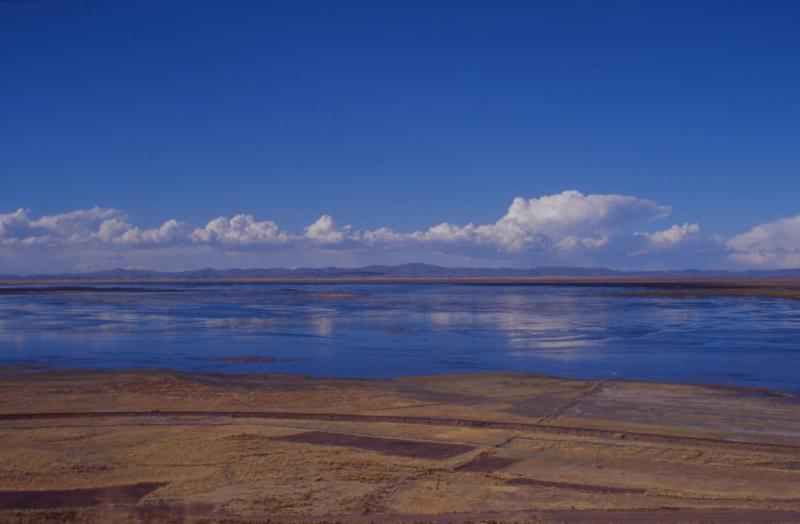
بحيرة تيتيكاكا هي أعلى بحيرة في العالم

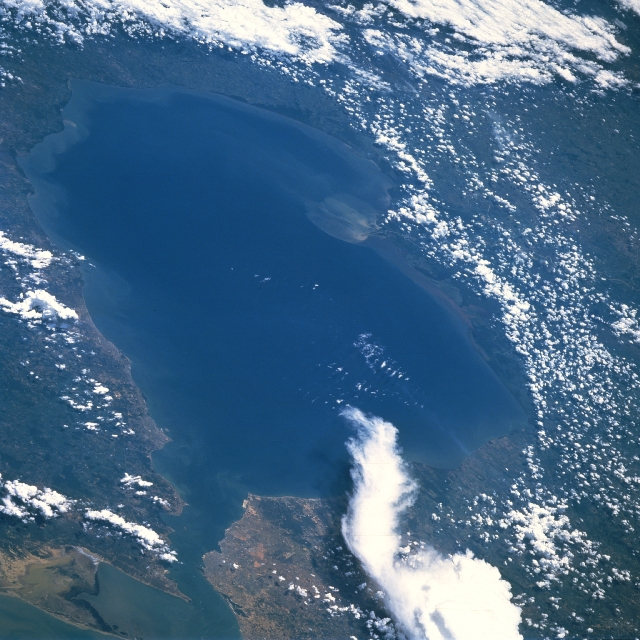
منظر جوي لبحيرة ماراكايبو، وهي أكبر بحيرة في أمريكا الجنوبية

بالإضافة إلى الجبال والسهول الداخلية، يوجد في الأمريكتين العديد من الأحواض النهرية الكبيرة توزع في القارتين. ويعد حوض الأمازون أكبر حوض نهري في أمريكا الجنوبية، وفيه أعلى معدلات الفيضان من بين أنهار الأرض. أما حوض الميسيسبي فهو أكبر أحواض الأنهار في أمريكا الشمالية، وهو يغطي ثاني أكبر مستجمع مائي على وجه الكوكب. أما ثاني أكبر مستجمع مائي في أمريكا الجنوبية فهو نهر بارانا الذي يغطي نحو 2,5 مليون كم².
| النهر                    | الطول (كم) | الدول التي يعبرها                         |
| ------------------------ | ---------- | ----------------------------------------- |
| الأمازون                 | 6.800      | بيرو, البرازيل, كولومبيا                  |
| مسيسيبي - ميزوري         | 6.019      | الولايات المتحدة                          |
| بارانا - دي لا بلاتا     | 4.200      | الأرجنتين, البرازيل, باراغواي, الأوروغواي |
| ماكينزي                  | 4.240      | كندا                                      |
| بوروس                    | 3.590      | بيرو, البرازيل                            |
| مادييرا                  | 3.239      | بوليفيا, البرازيل                         |
| ساو فرانسيسكو            | 3.199      | البرازيل                                  |
| نهر يوكون                | 3.185      | كندا, الولايات المتحدة                    |
| نهر ريو غراندي           | 3.033      | المكسيك, الولايات المتحدة                 |
| نهر باراغواي             | 2.625      | الأرجنتين, بوليفيا, البرازيل, باراغواي    |
| ساسكاتشوان               | 2.575      | كندا                                      |
| كولورادو                 | 2.333      | الولايات المتحدة, المكسيك                 |
| أورينوكو                 | 2.150      | فنزويلا, كولومبيا                         |
| ماموري                   | 2.000      | بوليفيا                                   |
| كولومبيا                 | 1.953      | كندا, الولايات المتحدة                    |
| أوكايالي                 | 1.900      | بيرو                                      |
| بوتومايو                 | 1.800      | بيرو, الإكوادور, كولومبيا, البرازيل       |
| نهر الأروغواي            | 1.770      | الأرجنتين, البرازيل, الأوروغواي           |
| مارانيون                 | 1.600      | بيرو                                      |
| بيلكومايو                | 1.590      | الأرجنتين, بوليفيا, باراغواي              |
| ماجدالينا                | 1.543      | كولومبيا                                  |
| بيرميجو [الإنجليزية]     | 1.450      | الأرجنتين, بوليفيا                        |
| كاوكا [الإنجليزية]       | 1.350      | كولومبيا                                  |
| أوسوماكينتا [الإنجليزية] | 1.200      | غواتيمالا, المكسيك                        |

### المناخ
بسبب الإمتداد الشاسع لأمريكا من الشمال إلى الجنوب ومن الشرق إلى الغرب فإنها تتأثر تقريبا بجميع الأحوال المناخية، ومناخ الأمريكتين يختلف إختلافا كبيرا من منطقة إلى أخرى.
وتقع أكثر الأماكن سخونة وذات المناخ الصحراوي في المناطق شبه الإستوائية بالقرب من خط عرض 30 درجة كما في صحراء سونورا (جنوب الولايات المتحدة وشمال المكسيك)، وصحراء أتاكاما (شمال شيلي)، وكذلك في الحوض العظيم بأمريكا الشمالية.
ويتكون مناخ الغابات المطيرة الإستوائية في خطوط العرض لكل من الأمازون، غابات السحاب الأمريكية، فلوريدا ومضيق دارين. ويلاحظ وجود مناخ مشابه في جبال روكي والأنديز. وفي كثير من الأحيان تغطي الثلوج أعالى هذه الجبال. بينما يحيط باتاغونيا المناخ الصحراوي الباردة. وتكون معتدلة في السهوب.
|  |  |  |

## الديموغرافيا (الدراسة الاحصائية للسكان)

### تعداد السكان
مجموع سكان الأمريكتين حوالي 859,000,000 ومقسمة على النحو التالي: [بحاجة لمصدر]
- أمريكا الشمالية: وفقا لتقديرات عام 2001، عدد السكان 495 مليون نسمة وفي عام 2002، عدد السكان 501 مليون نسمة (تشمل أمريكا الوسطى والكاريبي)
- أمريكا الجنوبية: وفقاً لتقديرات عام 2001، عدد السكان 352 مليون نسمة وفي عام 2002، عدد السكان 257 مليون نسمة.

### أكبر مراكز التكتلات السكانية
أكثر المدن سكانا في الأمريكتين هي:
- مكسيكو سيتي، عاصمة المكسيك.
- مدينة نيويورك، أكبر مدينة في الولايات المتحدة.
- ساو باولو، أكبر مدينة من غير الضواحي في البرازيل والأمريكتين.

تكون هذه المراكز الحضرية كبيرة بسبب المعايير المتفاوتة. وتستخدم العوامل مثل المدن التي بدون ضواحي، منطقة الحضرية بضواحيها ومفاهيم التكتلات المدنية في تحديد عدد السكان.
| المدينة       | البلد            | المدينة بالضواحي | الترتيب | المدينة بدون الضواحي | الترتيب |
| ------------- | ---------------- | ---------------- | ------- | -------------------- | ------- |
| مدينة مكسيكو  | المكسيك          | 20,137,152       | الأولى  | 8,851,080            | الثانية |
| مدينة نيويورك | الولايات المتحدة | 18,897,109       | الثانية | 8,175,133            | الثالثة |
| ساو باولو     | البرازيل         | 19,672,582       | الثالثة | 11,244,369           | الأولى  |

### علم الأعراق البشرية

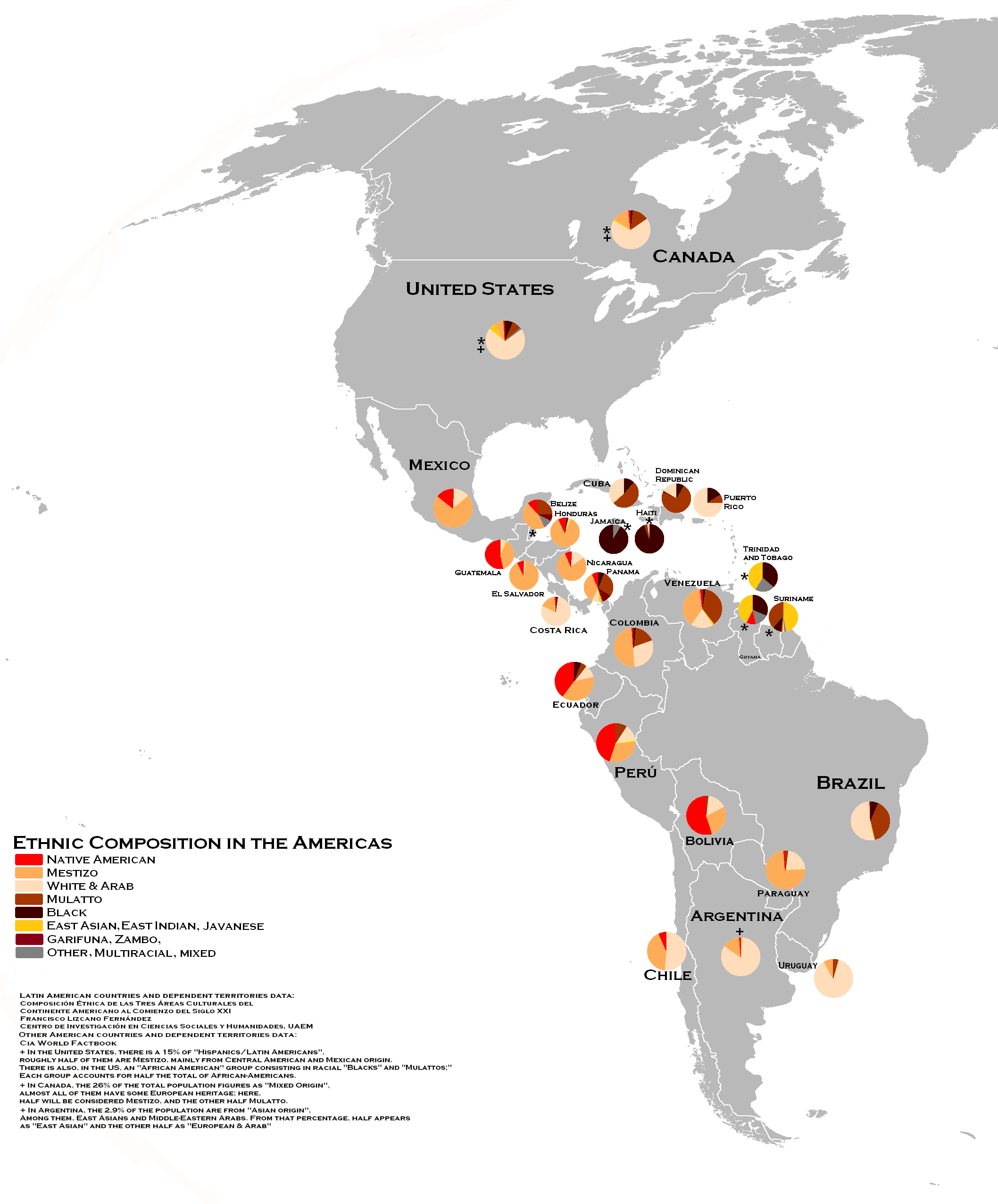
المجموعات العرقية في الأمريكتين

قد تشكلت القاعدة السكانية في الأمريكين من سلالة سبعة مجموعات عرقية كبيرة وفروعها.
- السكان الأصليين للأمريكتين، وهم الهنود الحمر، الإنويت والأليوت.
- أولئك الذين من أصول أوروبية، وخاصة الأصول الأسبانية، بريطانيون، الأيرلندية، الإيطالية، البرتغالية، الفرنسية، البولندية، الألمانية، الهولندية والإسكندنافيون.
- المستيزو، وهم السكان من الأصول المختلطة بين الأوروبيين والهنود الحمر.
- ذو الأصول الأفريقية الزنوج، أكثرهم من غرب أفريقيا.
- المولاتو المهجنين وهم سكان من أصول مختلطة بين الأفارقة والأوربيون.
- الزامبو - Zambos (بالإسبانية) أو الكافيوسو [الإنجليزية] -Cafusos أو (بالبرتغالية)، وهم ذوي الأصول المختلطة بين الأفارقة السود والهنود الحمر.
- الآسيويون، وهم من الأصول الشرق أسيوية وجنوب أسيوية وجنوب شرق أسيوية.
- السكان الذين ينتمون إلى منطقة الشرق الأوسط (الشرق أوسطيون).

الغالبية العظمى من السكان يعيشون في أمريكا اللاتينية، ويلقبون وفقاً للثقافات السائدة التي كانوا يتنمون إليها في أوروبا اللاتينية [الإنجليزية] (بما في ذلك اللغتين المهيمنتين، الإسبانية والبرتغالية، وكلاهما تسمى neolatin - اللاتينية جديدة)، بشكل أكثر تحديدا في الشعب الأيبيري من البرتغال وإسبانيا (وبالتالي تُستخدم كلمة أمريكا الأيبيرية [الإنجليزية] كمرادف). وأمريكا اللاتينية عادة تختلف عن أمريكا الأنجلوية (حيث الإنجليزية، والجرمانية، هي اللغات السائدة) والتي تضم كل من كندا (باستثناء كندا الفرنكوفونية متجذرة في أوروبا اللاتينية (فرنسا): انظر كيبك وأكاديا) والولايات المتحدة. وكلاهما تقع في أمريكا الشمالية، ويغلب عليهما في الوقت الراهن الجذور الأنجلوسكسونيون والجرمانية.

### الديانة

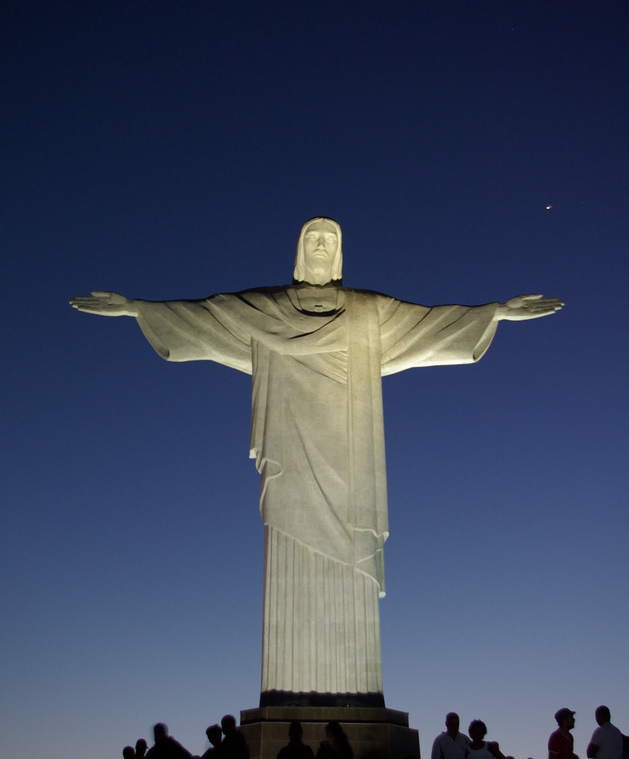
تمثال المسيح الفادي في ريو دي جانيرو، رمزا للمسيحية

الديانات الأكثر انتشارا في الأمريكتين هي كما يلي:
- المسيحية (أمريكا الشمالية: 85% ؛ أمريكا الجنوبية: 93%)[39]
  - الكاثوليكية الرومانية (ويعتنقها 89% من المكسيك؛ [40][41] ما يقرب من 74% من البرازيل، التي يبلغ عدد معتنقي الكاثوليكية الرومانية من سكانها 182 مليون نسمة وهي أكبر نسبة للكاثوليك الرومان في أي دولة؛ [42] وما يقرب من 24% من سكان الولايات المتحدة؛ [43] وأكثر من 40% من الكنديين[44])
  - البروتستانتية (ويعتنقها معظم سكان الولايات المتحدة، حيث أن نصف السكان من البروتستانت، مع ما يزيد قليلا عن ربع سكان كندا؛ وهناك مجموعة آخذة في الزيادة مكونة من الحركات الإنجيلية والخمسينية في غالبية كاثوليكية أمريكا اللاتينية [45])
  - الأرثوذكسية الشرقية (ويتواجد معظمهم في الولايات المتحدة وكندا - 1% من مواطني الولايات المتحدة؛ هذه المجموعة المسيحية تنمو بوتيرة أسرع من العديد من الجماعات المسيحية الأخرى في كندا وهي حالياً تمثل ما يقرب من 3% من سكان كندا)[بحاجة لمصدر]
  - المسيحيين غير الطائفية وغيرهم من المسيحيين (نحو 1,000 طائفة مختلفة من الطوائف المسيحية والتي يتم اعتناقها في الأمريكتين)
- اللادينية (تشمل الملحدين والمنكرين، وكذلك هؤلاء الذين يمارسون شكل من أشكال الروحانية ولكنهم لا يعتبرون أنفسهم أعضاء في أي تنظيم الدين)
- الإسلام (يعتنقها 2% من الكنديين [580,000 شخص][46]، 0.6 ألى 2% من سكان الولايات المتحدة [1,820,000 [43] إلى أكثر من 5,000,000 [47] شخص]، و 0.02% من المكسيكيين [25,000 شخص])؛[48] ويشكل إجمالي المسلمين ما يقرب من 1% من عدد سكان أمريكا الشمالية و 0.3% من جميع الأميركيين اللاتينيين. في الأرجنتين أكبر عدد من المسلمين في أمريكا اللاتينية يصل إلى 600,000 شخص أو 1.9% من السكان[49])
- اليهودية (يعتنقها 2% من الأميركيين في شمال الأمريكتين - حوالي 2.5% من سكان الولايات المتحدة و1,2% من الكنديين [50] و 0.23 من سكان أميركا اللاتينية - حيث أن الأرجنتين لديها أكبر الطوائف اليهودية في أميركا اللاتينية وهي تتكون من 200,000 عضو [51])

المعتقدات الأخرى مثل السيخية؛ البوذية؛ الهندوسية؛ البهائية، طائفة واسعة من أديان السكان الأصليين، وكثير منها يمكن تصنيفها على أنها إحيائية؛ أديان العصر الجديد والعديد من الأديان الأفريقية والأديان المشتقة. وأيضا توجد في أنحاء القارة المعتقدات التوفيقية.

### اللغات

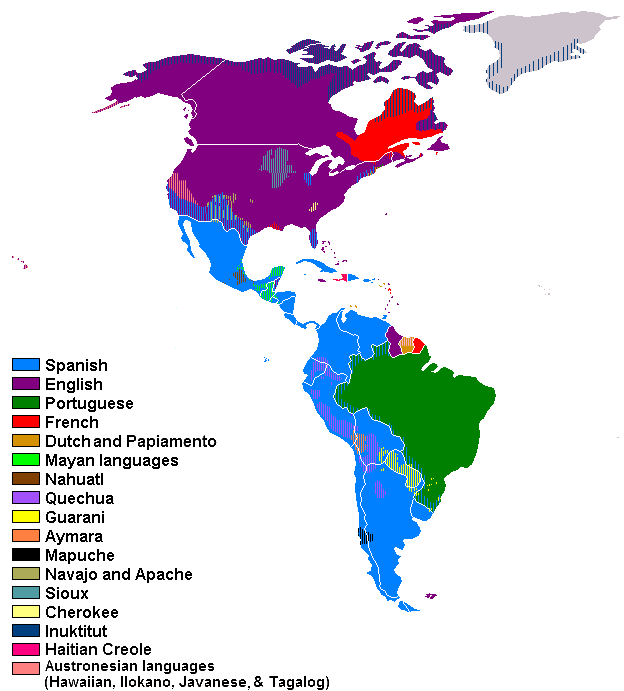
اللغات المستخدمة في الأمريكتين

هناك لغات متنوعة يتم التحدث بها في الأمريكتين. وبعضها من أصل أوروبي، والبعض الآخر يتحدث بها السكان الأصليون أو هي مزيج من الأقوال المختلفة مثل الكريول مختلفة.
وتعتبر اللغة السائدة في أمريكا اللاتينية هي الإسبانية، على الرغم من أن أكبر دولة في أميركا اللاتينية هي البرازيل، التي يتحدث سكانها باللغة البرتغالية. وهناك بعض المناطق المعزولة في أمريكا اللاتينية ناطقة أيضاً بالفرنسية، الهولندية والإنجليزية، لا سيما في غويانا الفرنسية، سورينام وبليز على التوالي، والكريولية الهايتية، من أصل فرنسي، هي السائدة عند سكان هايتي. وتعتبراللغات الأصلية هي ذات شهرة في أمريكا اللاتينية أكثر من أمريكا الأنجلوية، وتعتبر ناهواتل، وكتشوا وأيمارا وجواراني هي أكثر اللغات شيوعا.
وهناك بعض اللغات الأصلية التي يتم التحدث بها بشكل قليل في كلٍ من أمريكا الأنجلوية وأمريكا اللاتينية. ولغة الكريول التي تختلف عن الكريول الهايتية يتحدث بها سكان في أماكن من أمريكا اللاتينية.
اللغة السائدة من أمريكا الأنجلوية، وكما يوحي اسمها، هي الإنجليزية. وكذلك تعتبر اللغة الفرنسية إحدى اللغات الرسمية في كندا، حيث أنها هي اللغة السائدة في كيبك وإحدى اللغات الرسمية في نيو برانزويك جنبا إلى جنب مع اللغة الإنجليزية. وهي تعد أيضا لغة مهمة في ولاية لويزيانا الأمريكية، وأجزاء من نيوهامشير، مين وفيرمونت. بقيت الإسبانية مستمرة الاستخدام في جنوب غرب الولايات المتحدة، التي تشكل جزءا من الأقليم لأسبانيا الجديدة، خاصة في كاليفورنيا ونيو مكسيكو، عندما نجا مجموعة مميزة ممن يتحدث الإسبانية منذ القرن 17. وقد أصبحت من اللغات التي يتم التحدث بها بشكل واسع الإنتشار في أجزاء أخرى من الولايات المتحدة بسبب الهجرة الكثيفة من أمريكا اللاتينية. فقد جلبت المستويات العالية من الهجرة بصفةٍ عامة تنوعاً لغوياً في أمريكا الأنجلوية، حيث أن هناك أكثر من 300 لغة يتم التحدث بها في الولايات المتحدة وحدها، ولكن معظم اللغات يتم يتحدث بها في مناطق صغيرة ومن مجموعات صغيرة نسبياً من المهاجرين.
يعتبر سكان غيانا، سورينام وبليز غير منتمين لأي من أمريكا الأنجلوية أو أمريكا اللاتينية، بسبب اختلاف اللغات مع أمريكا اللاتينية، والإختلافات الجغرافية مع الأنجلو الأمريكا، والإختلافات الثقافية والتاريخية مع كلا المنطقتين؛ وتعتبر اللغة الإنجليزية هي اللغة الأولى في جيانا، وبليز، بينما تعتبر اللغة الهولندية هي اللغة الرسمية والمكتوبة في سورينام.
- الأسبانية: يتحدث بها ما يقرب من 310 مليون شخص في العديد من دول القارة. أصبحت اللغة الرسمية فعليا في جميع دول أمريكا الإسبانية.
- الإنجليزية: يتحدث بها ما يقرب من 300 مليون شخص في الولايات المتحدة، كندا، جامايكا، ترينيداد وتوباغو، البهاما، وبرمودا، بليز، غيانا، جزر فوكلاند، والعديد من جزر الكاريبي.
- البرتغالية: يتحدث بها ما يقرب من 185 مليون شخص في أمريكا الجنوبية، ومعظمهم من البرازيل.[52] ويتكلم بها أيضا المجتمعات البرتغالية في منطقتي نيو إنجلاند / إقليم الأطلسي الأوسط في الولايات المتحدة وفنزويلا.
- الفرنسية: يتحدث بها حوالي 12 مليون في كندا (أغلبهم 7 ملايين في كيبيك - انظر أيضا كيبيك الفرنسية - وفي المجتمعات الآكادية في نيو برونزويك ونوفا سكوشا)؛ ومنطقة الكاريبي (هايتي، جوادلوب ومارتينيك)؛ وجويانا الفرنسية، والجزر الفرنسية سان بيار وميكلون؛ وأكاديانا [الإنجليزية] (وهي منطقة فرنكوفونية جنوب لويزيانا، الولايات المتحدة).
- الكويتشوا: وهي إحدى اللغات الأم، يتحدث بها 10-13 مليون شخص في الإكوادور، بيرو، بوليفيا، شمال تشيلي، وشمال غرب الأرجنتين.[53]
- الكريول الهايتية: لغة الكريول، أساسها الفرنسية وعدة للغات أفريقية، ويتحدث بها 6 ملايين في هايتي والهايتيين المشتتين في كندا والولايات المتحدة.[54]
- جواراني: وهي إحدى اللغات الأم، ويتحدث بها ما يقرب من 6 ملايين شخص في باراغواي، ومناطق من الأرجنتين وبوليفيا، والبرازيل.
- اللغات الصينية: ويتحدث بها ما لا يقل عن 5 ملايين شخص يعيش معظمهم في الولايات المتحدة، كندا، بيرو، البرازيل وبنما.
- الإيطالية: ويتحدث بها ما يقرب من 4 ملايين شخص، معظمهم في الأرجنتين، البرازيل، ومنطقتي نيو إنجلاند/إقليم الأطلسي الأوسط في الولايات المتحدة. وتستخدم أيضا في جنوب اونتاريو [الإنجليزية] وكيبيك في كندا، أوروجواي، فنزويلا والمكسيك. وتشمل أيضا لهجات إيطالية مبسطة مثل طاليان (البرازيل)، والتشيبيلو (المكسيك).
- الألمانية: يتحدث بها 2.2 مليون. 1.1 مليون شخص في الولايات المتحدة بالإضافة إلى مليون آخر في أجزاء من أمريكا اللاتينية، مثل المكسيك، البرازيل، الأرجنتين، تشيلي وباراغواي.
- الأيمارا: إحدى اللغات الأم ويتحدث بها نحو 2.2 مليون شخص في بوليفيا، بيرو وتشيلي.[55][56]
- كيتشي وغيرها من لغات المايا: وهي إحدى اللغات الأم يتحدث بها حوالي 1.9 مليون شخص في غواتيمالا وجنوب المكسيك.
- الناهواتل: اللغة الأم لوسط المكسيك ويتحدث بها 1.5 مليون شخص. وهي لغة إمبراطورية الآزتيك أيضاً.
- التجالوجية: أتت إلى القارة منذ عهد الإمبراطورية الإسبانية. يتحدث بها الآن 1.5 مليون شخص يقيم معظمهم في الولايات المتحدة وكندا.
- الأنتيل كريول [الإنجليزية]: يتحدث بها ما يقرب من 1.2 مليون في شرق الكاريبي (جوادلوب، مارتينيك، دومينيكا وسانت لوسيا) وجويانا الفرنسية.
- الفيتنامية: يتحدث بها مليون من المهاجرين حديثا إلى الولايات المتحدة.
- لغات هندية متنوعة: مثل الهندية والبنجابية التي يتحدث بها الهنود الكاريبيون [الإنجليزية] وهم يمثلون عدداً كبيراً من سكان الولايات المتحدة وكندا.
- الكورية: أصبحت في الآونة الأخيرة إحدى اللغات الرئيسية في الولايات المتحدة حيث يتحدث بها مليون نسمة. كما أنها توجد في كندا، ومناطق صغيرة في كل من البرازيل، الأرجنتين، المكسيك وغيرها من دول أمريكا اللاتينية.
- اليابانية: كانت واحدة من أهم اللغات الأقلية في الولايات المتحدة لكنها تراجعت في الآونة الأخيرة من حيث عدد السكان. وهي موجودة كذلك في البرازيل وبيرو.
- مبودونجون (أو مابوتشي): وهي إحدى اللغات الأم التي يتحدث بها ما يقرب من 440,000 شخص في تشيلي والأرجنتين.
- لغة الإشارة الأمريكية: ما يقدر بنحو 100,000-500,000 شخص من مجتمع الصم يستخدمونها كلغة أساسية في الولايات المتحدة وكندا.[57]
- جاريفونا (أو الجاريناجو): اللغة الأم التي يتحدث بها الجاريفونا الذين غالبيتهم يعيشون في هندوراس، ولكن أيضا يسكنون في أجزاء من مناطق الساحل الكاريبي في بليز، غواتيمالا ونيكاراغوا.
- الهولندية: تستعمل في جزر الأنتيل الهولندية، أروبا وسورينام من قبل 210,000 شخص تقريبا.
- الهمونجية [الإنجليزية]: اللغة الأم في جنوب شرق آسيا، وأكبر عدد من المتحدثين بها خارج آسيا في الولايات المتحدة (تقريبا 200,000). واللغة نشأت في لاوس في جنوب شرق آسيا.
- النافاهوية: اللغة الأم التي يتحدث بها حوالي 178,000 شخص في جنوب غرب الولايات المتحدة من شعب النافاهو (الهنود المتحفظون).[58] وقد أمدت العزلة للقبيلة حتى أوائل القرن العشرين بلغة استخدمت في الشفرات العسكرية في الحرب العالمية الثانية.
- المسكيتوية [الإنجليزية]: يتحدث بها أكثر من 180,000 من الميسكيتويين. وهم السكان الأصليون الذين يعيشون على الساحل الكاريبي لنيكاراغوا ومنطقة أقصى شرق هندوراس.
- الجاوية: هي اللغة الرئيسية في سورينام، نشأت عن طريق عمال الزراعة الأندونيسين من قبل المقاولين الهولنديين في القرن 19.
- بنسلفانيا الهولندية [الإنجليزية]: بعض المتحدرين من بنسلفانيا الهولندية في شمال شرق الولايات المتحدة يتحدثون بإحدى الأشكال المحلية للغة الألمانية والتي يعود تاريخها إلى القرنين 17 و 18. ويبلغ عددهم نحو 85,000.
- الإنكتيتوتية ولغات الإنويت/الإسكيمو الأخرى [الإنجليزية]: اللغة الأم التي يتحدث بها حوالي 75,000 في جميع أنحاء أمريكا الشمالية والقطب الشمالي إلى حد ما في المناطق شبه القطبية في لابرادور.
- أجيبوية: لغة الغنقوين التي يتحدث بها 56,531 في غابات أعالي الغرب الأوسط وجنوب كندا.
- الدانماركية وبالغرينلاندية (الإنويت): هما اللغتان الرسميتان في غرينلاند؛ معظم السكان يتحدثون كلا اللغتين (حوالي 50,000 نسمة). وهناك أقلية من المهاجرين الدانماركيين الذين لا ينتسبون للإنويت يتحدثون الدانماركية باعتبارها لغتهم الأولى أو لغتهم الوحيدة.
- كرية: كري هو اسم لمجموعة ذات صلة وثيقة بلغات الألغنقوين التي يتحدث بها ما يقرب من 50,000 شخص في أنحاء كندا.
- سيوكسية: يتحدث بها حوالي 33,000 شخص في مناطق السهول في الولايات المتحدة وكندا.
- الكريول النيكاراوية [الإنجليزية]: يتحدث بها في نيكاراغوا حوالي 30,000 شخص. ويتحدث بها في المقام الأول الذين يعيشون على ساحل الكاريبي ذوي الأصول الأفريقية، الأمريهندية والأوروبية.
- شيروكي: من اللغات الأم يتحدث بها 19,000 شخص في منطقة صغيرة في ولاية أوكلاهوما في الولايات المتحدة. وقد انتعش استخدام هذه اللغة أواخر القرن العشرين. وكما هو معروف فإن لها أبجديتها ومقاطعها الشيروكية.
- الويلزية: أتت إلى الأرجنتين خلال الإستيطان لويلز عند نهر شوبوت في أواخر القرن 19.
- الجولا [الإنجليزية]: إحدى لغات الكريول بأصول إنجليزية بالإضافة إلى بعض التأثيرات القوية للغات من غرب ووسط أفريقيا، وهي يتحدث بها شعب الجولا، وهم السكان الأمريكيين من أصل أفريقي الذين يعيشون في المنطقة الساحلية في ولايتي كارولاينا الجنوبية وجورجيا الأمريكية.
- سرانان تونجو: وتعرف أيضا باسم تاكي تاكي، هي أكثر لغات سورينام استخداماً. ولكنها لا تستخدم عادة في الكتابة. وهي إحدى لغات الكريول بأصول أسبانية، إنجليزية، هولندية، هندوستانية ولغات أخرى مختلفة.

لقد تطورت معظم اللغات غير الأصلية بشكل مختلف عن البلد الأم، إلا أنها عادة ما تبقى مفهومة للطرفين. وبعضهم جمعهما معا، ومما شكل لغات جديدة بشكل كامل، مثل البابيامنتو، التي هي مزيج من البرتغالية والإسبانية والهولندية (تمثل كل منها لغة المستعمر)، لغة الأراواك الأصلية،
لغات أفريقية مختلفة، ومؤخراً باللغة الإنجليزية. البورتونول [الإنجليزية]، وهي مزيج من الإسبانية والبرتغالية، يتحدث بها المناطق الحدودية للبرازيل والبلدان المجاورة الناطقة بالإسبانية. وبشكل أكثر تحديدا، لغة ريفيرانس بورتونول [الإنجليزية] يتحدث بها نحو 100,000 شخص في المناطق الحدودية من البرازيل والأوروغواي. وبسبب الهجرة، هناك العديد من المجتمعات المحلية تتحدث لغات مختلفة من جميع أنحاء العالم - خاصة في الولايات المتحدة، البرازيل، الأرجنتين وكندا، كل هذه الأربع وجهات تعتبر في غاية الأهمية للهجرة - ويعتقد أن يكون نصف سكان الأوروغواي من أصل إيطالي.

## المصطلحات
| الأقسام الفرعية للأمريكتين | الأقسام الفرعية للأمريكتين |
| خريطة                      | مفتاح الخريطة |
| -------------------------- | --- |
|                            | أمريكا الشمالية (NA) أمريكا الجنوبية (SA) قد تكون مدرجة إما في الشمالية أو الجنوبية                                                                                        |
|                            | أمريكا الشمالية (NA) قد تكون مدرجة في الشمالية أمريكا الوسطى الكاريبي أمريكا الجنوبية                                                                                      |
|                            | أمريكا الشمالية (NA) قد تكون مدرجة في الشمالية أمريكا الشمالية وسط أمريكا (MA) الكاريبي (قد تكون مدرجة في الوسطى) أمريكا الجنوبية (SA) قد تكون مدرجة في الوسطى أو الجنوبية |
|                            | أمريكا-الأنجلوية (A-A) قد تكون مدرجة في أمريكا-الأنجلوية أمريكا اللاتينية (LA) قد تكون مدرجة في أمريكا اللاتينية                                                           |

### أمريكا/الأمريكتان
لا يزال شائعا إلى حد ما استخدام كلمة (أمريكا) للإشارة إلى الأراضي المتعلقة بنصف الكرة الأرضية الغربي؛  على سبيل المثال، تعتبر اللجنة الأولمبية الدولية لأغراض غير رسمية أن «أمريكا» واحدة من القارات الخمس المأهولة بالسكان، ممثلة في الخمسة حلقات التي على العلم الأولمبي.
إن الناس في الولايات المتحدة الأمريكية بصفة عامة يشيرون إلى الأراضي في أمريكا الشمالية وأمريكا الجنوبية بـ «الأمريكتين_the Americas» (بصيغة الجمع وبصفة عامة مع أداة التعريف)، ويششيرون إلى المواطنين في الولايات المتحدة بـ«الأمريكيين» ويششيرون إلى الولايات المتحدة بـ«أمريكا». ومنذ القرن 19، وهذا المعنى أساسي في اللغة الإنجليزية، لا يخلو من الشكوك. وعلى أية حال، فإن استخدام هذا المصطلح في هذا الإطار قد يسيء للناس في كندا وأمريكا اللاتينية ، وبالتالي، فإنهم يتجنبون هذا الاستخدام ويفضلون شروط مبنية مشتقة من الولايات المتحدة أو أمريكا الشمالية. وفي كندا، غالبا ما يشار إلى جارتها الجنوبية بأنها «الولايات المتحدة - the United States»، «الولايات المتحدة الأمريكية - the U.S.A»، أو (غير رسمية) «الولايات - the States»، في حين أنه يشار عادة إلى المواطنين بالأميركيين. أختلفت المعاجم الإنجليزية والملخصات في استخدام وتقديم الكلمة.

### الأمريكيون
- الاستخدام في الإنجليزية

إن الناس الذين لا صلة لهم بالولايات المتحدة نادرا ما ينادون بـ«الأمريكيين». والكثير من الناطقين بالإنجليزية في العالم يستخدمون الكلمة للإشارة فقط إلى المقيمين الدائمين في الولايات المتحدة الأمريكية، أو أي شخص ولد في الولايات المتحدة. يشعر الكنديون بالاستياء عادة ما يشار إليهم بـ«الاميركيين».
- الاستخدام في الأسبانية

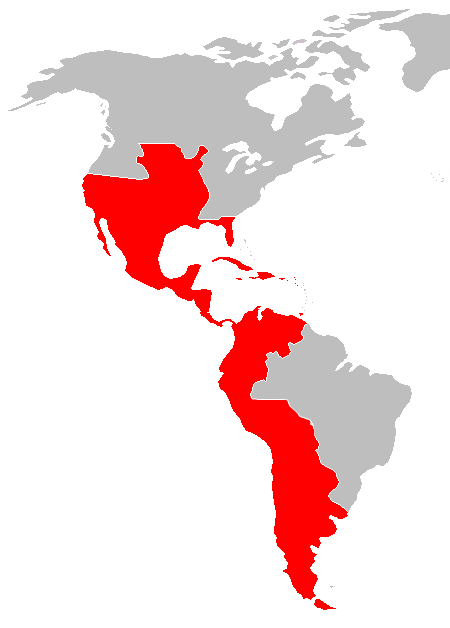
المستعمرات الإسبانية في أمريكا في أقصى توسع لها (بعد معاهدة باريس للسلام، 1783)

بالإسبانية، تعبر كلمة «أمريكا_América» اسم لقارة واحدة تتألف من أشباه قارات مثل «أمريكيا الشمالية_Norteamérica»، «أمريكيا الجنوبية_Sudamérica»، الجسر البري «أمريكا الوسطى - Centroamérica» بالإضافة إلى جزر «الأنتيل_Antillas». مصطلح «أمريكانو/أمريكانا_Americano/a» تشير بالأسبانية إلى أي شخص من أمريكا، بالضبط مثل المصطلح «أوروبيو أو أوروبي_europeo/a» إلى أي شخص من أوروبا. أما المصطلحات «زودأمريكانو/زودأمريكانا_sudamericano/a» (أمريكا الجنوبية), «سنتروأمريكانو/سنتروأمريكانا_ centroamericano/a» (أمريكا الوسطى)، «أنتيلانو/أنتيلانا_antillano/a» (الأنتيل) و«نورت أمريكانو/نورت أمريكانا_ norteamericano/a» (أمريكا الشمالية) فهي تستخدم بشكل أكثر تحديداً للإشارة إلى المكان الذي يعيش فيه ذلك الشخص.
يُشار إلى مواطني الولايات المتحدة الأمريكية عادة بالمصطلح «إستادويونيدنس_estadounidense» بدلا من أمريكانو أو أمريكانا، ويُترجم اسم الدولة غالباً إلى «إستادوس يونيدوس دي نورت أمريك_Estados Unidos de América» (الولايات المتحدة الأمريكا). وقد يُشير المصطلح نورت «أمريكانو_norteamericano» (أمريكا الشمالية) أيضاً إلى المواطن من الولايات المتحدة. وفي الأساس هذا المصطلح يُستخدم للإشارة إلى مواطني الولايات المتحدة، ونادرا ما يُشير إلى مواطني البلدان الأخرى في أمريكا الشمالية.
- الاستخدام في البرتغالية

بالبرتغالية، تشير كلمة «أمريكانو_americano» إلى كل من الأمريكتين. لكن في البرازيل والبرتغال تٌستخدم على نطاق واسع للإشارة إلى مواطني الولايات المتحدة. ونادراً ما يتم استخدام مصطلحات «إستاديوندينيس_estadunidense» (يُستخدم في البرازيل مثل "United Statesian" أو "estadounidense" بالأسبانية)،
ونادرا ما تستخدم كلمة «إيانكيو_ianque» (الكلمة البرتغالية من «يانكي_Yankee»). إلا أن لفظة «أمريكا_América» نادراً ما تستخدم للإشارة إلى الدولة، وغالبا لا تُستخدم غالباً في شكل مطبوع وفي أكثر البيئات الرسمية، حيث تلفظ الولايات المتحدة «إستادوس يونيدوس دا أمريك_Estados Unidos da América» (أي: الولايات المتحدة الأمريكية) أو اللفظة المختصرة «إستادوس يونيدوس_Estados Unidos» (أي: الولايات المتحدة). هناك بعض الفرق بين استخدام هذه الكلمات في البرتغال والبرازيل، حيث أنه في البرتغالية يميلون أكثر لاستخدم كلمة «أمريكا_América» للتعبير عن الدولة.
- الاستخدام في الفرنسية

بالفرنسية، كما في الإنجليزية، قد تؤدي كلمة «أمريكاين_américain» إلى خلط في الفهم كما أنها قد تُستخدم للإشارة إلى الولايات المتحدة أو إلى القاراتين الأميركيتين.
ويشير الاسم «أمريكو_Amérique» أحياناً إلى الامريكتين باعتبارهما قارة واحدة، وأحيانا قارتين، جنوبية وشمالية؛ ويُشار إلى الولايات المتحدة بصفة عامة بـ «ليس إتاتس-أونيس دا أمريكو_les États-Unis d'Amérique»، «ليس إتاتس-أونيس_les États-Unis»، أو «ليس يو آس آيه - les USA». في كيبك، تسمى الولايات المتحدة بـ «ليس إتاتس_les États» أو ببساطة «ليس إستاتس_les states» وذلك في المحادثات الغير رسمية. وبالرغم من ذلك، فإن استخدام «أمريكو_Amérique» للإشارة إلى الولايات المتحدة لا يزال قبولها محدودا في فرنسا.
تُستخدم الصفة «أمريكاين_américain» غالبا للإشارة إلى أشياء متعلقة بالولايات المتحدة؛ وبالرغم من ذلك فإنها قد تستخدم أيضاً للإشارة إلى أشياء متعلقة بالقارتين الأمريكيتين. توصف الكتب من مؤلفين من الولايات المتحدة والمترجمة من الإنجليزية، بأنها كتب «ترجمت من أمريكا_traduit de l'américain».
ويمكن الإشارة إلى الأشياء التي ذات علاقة بالولايات المتحدة دونما أي لبس من خلال الكلمات «إيتاتس-أونى_états-unien»، «إيتاسونين_étasunien»، أو «إيتاتسونين_étatsunien»، على الرغم من أن هذا الاستخدام نادر.
- الاستخدام في الهولندية

في الهولندية، تشير الكلمة «أمريكا_Amerika» غالباً إلى الولايات المتحدة. وغالبا ما يُشار إلى الولايات المتحدة كذلك بـ «دي فيراينيجده ستيتن_de Verenigde Staten» أو "de VS"، فنادراً ما تُطلق كلمة «أمريكا_Amerika» ويراد بها الأمريكتين، لكنها هي الكلمة الهولندية الوحيدة مستخدمة عادة للأمريكتين. وغالباً ما يؤدي ذلك لالتباس في الفهم، وللتأكيد على أن شيئا ما يتعلق بكلا الأمريكتين، تستخدم اللغة الهولندية كلمة مركبة، وهي «نورد-إن زويد-أمريكا_Noord- en Zuid-Amerika» (أمريكا الشمالية والجنوبية).
ويُشار إلى أمريكا اللاتينية عموما بـ «لاتينز أمريكا_Latijns Amerika»، أو بالكلمة الأقل شيوعاً وهي «زويد أمريكا_Zuid-Amerika»(أمريكا الجنوبية).
وثستخدم الصفة «أمريكانز_amerikaans» غالباً للإشارة إلى الأشياء والأشخاص المنتمين للولايات المتحدة. ولا توجد كلمات بديلة للتمييز بين الأمور المتعلقة بالولايات المتحدة أوبالأمريكتين. بيد أن اللغة الهولندية تستخدم بدائل محلية خاصة بالأشياء التي تنتمي إلى أماكن بعينها في الأمريكتين، مثل كلمة «أرجنتينز_Argentijns» للتعبير عن كل ما هو أرجنتيني، إلخ..
- الاستخدام في الروسية

في القرن 19، كانت كلمة أمريكا تُستخدم في روسيا للتعتبير عن القارة التقليدية مثل أوروبا وآسيا. في القرن 20، أصبحت هذه القارات التقليدية تُعرف بكونها «أجزاء من العالم». والآن أصبح مصطلح «القارة» يعني أي من المساحات اليابسة الستة الكبيرة المترابطة (أوراسيا، أفريقيا، أمريكا الشمالية، أمريكا الجنوبية، القارة القطبية الجنوبية، وأستراليا).
ويُشير مصطلح أمريكا الآن إلى الولايات المتحدة أكثر من كونه يشير إلى أمريكا باعتبارها «جزءاً من العالم». ليس هناك مصطلح معادل لمصطلح «الأمريكتين» في اللغة الروسية.

## البلدان وأقاليم

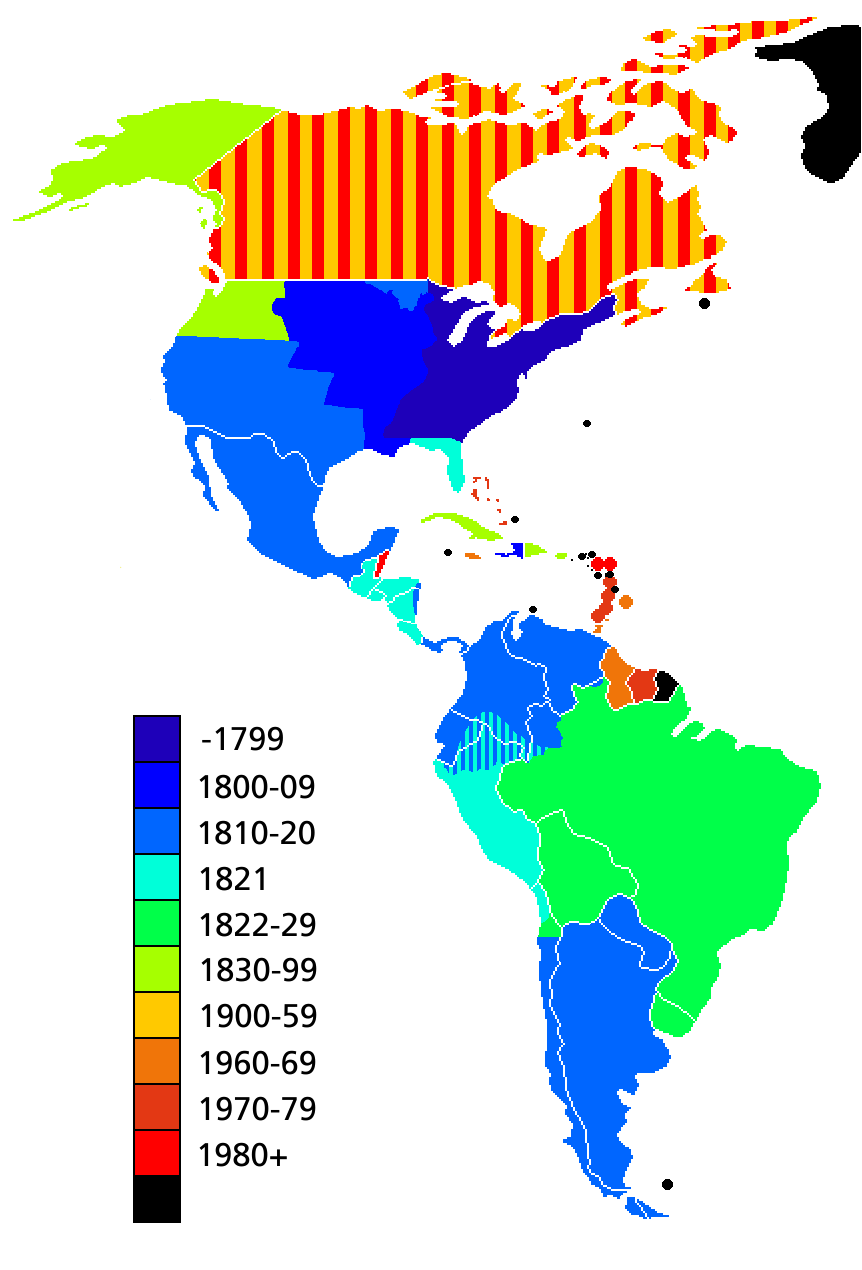
خريطة توضح تواريخ الاستقلال عن القوى الأوروبية. اللون الأسود يوضح المناطق هي أقاليم تابعة لدول تعتبر غير أمريكية.

### الدول ذات السيادة
هناك 35 دولة ذات سيادة في الأمريكتين، 23 في أمريكا الشمالية و 12 في أمريكا الجنوبية:
| - أنتيغوا وباربودا - الأرجنتين - جزر البهاما - باربادوس - بليز - بوليفيا - البرازيل - كندا - تشيلي - كولومبيا - كوستاريكا - كوبا |  | - دومينيكا - جمهورية الدومينيكان - الإكوادور - السلفادور - غرينادا - غواتيمالا - غيانا - هايتي - هندوراس - جامايكا - المكسيك - نيكاراغوا |  | - بنما - باراغواي - بيرو - سانت كيتس ونيفيس - سانت لوسيا - سانت فينسنت والغرينادين - سورينام - ترينيداد وتوباغو - الولايات المتحدة - الأوروغواي - فنزويلا |

### أقاليم ما وراء البحار التبعيات والمستعمرات
وفيما يلي قائمة من مناطق ما وراء البحار، التبعيات والحكومات الأخرى في الأمريكتين التي لا تندرج في فئة «الدول ذات السيادة». وتجتمع تحت الدول التي تسيطر عليها.
| الدنمارك - جرينلاند · (دولة مستقلة) · فرنسا - غوادلوب · (منطقة ما وراء البحار) - غويانا الفرنسية · (منطقة ما وراء البحار) - مارتينيك · (منطقة ما وراء البحار) - سان بارتيلمي · (جمعية ما وراء البحار) - سان مارتين · (جمعية ما وراء البحار) - سان بيير وميكلون · (جمعية ما وراء البحار) |  | المملكة المتحدة - أنغويلا · (أراضي ما وراء البحار) - برمودا · (أراضي ما وراء البحار) - جزر العذراء البريطانية · (أراضي ما وراء البحار) - جزر كايمان · (أراضي ما وراء البحار) - جزر فوكلاند · (أراضي ما وراء البحار) - مونتسرات · (أراضي ما وراء البحار) - جورجيا الجنوبية وجزر ساندويتش الجنوبية · (أراضي ما وراء البحار) - جزر توركس وكايكوس · (أراضي ما وراء البحار) |  | هولندا - أروبا · (دولة ناخبة) - بونير · (هيئة عامة) - كوراساو · (دولة ناخبة) - سابا · (هيئة عامة) - سينت مارتن · (دولة ناخبة) - سينت أوستاتيوس · (هيئة عامة) · الولايات المتحدة - جزيرة نافاسا · (إقليم فردي) - بورتوريكو · (إقليم فردي) - جزر العذراء الأمريكية · (إقليم فردي) |